# Shinkansen

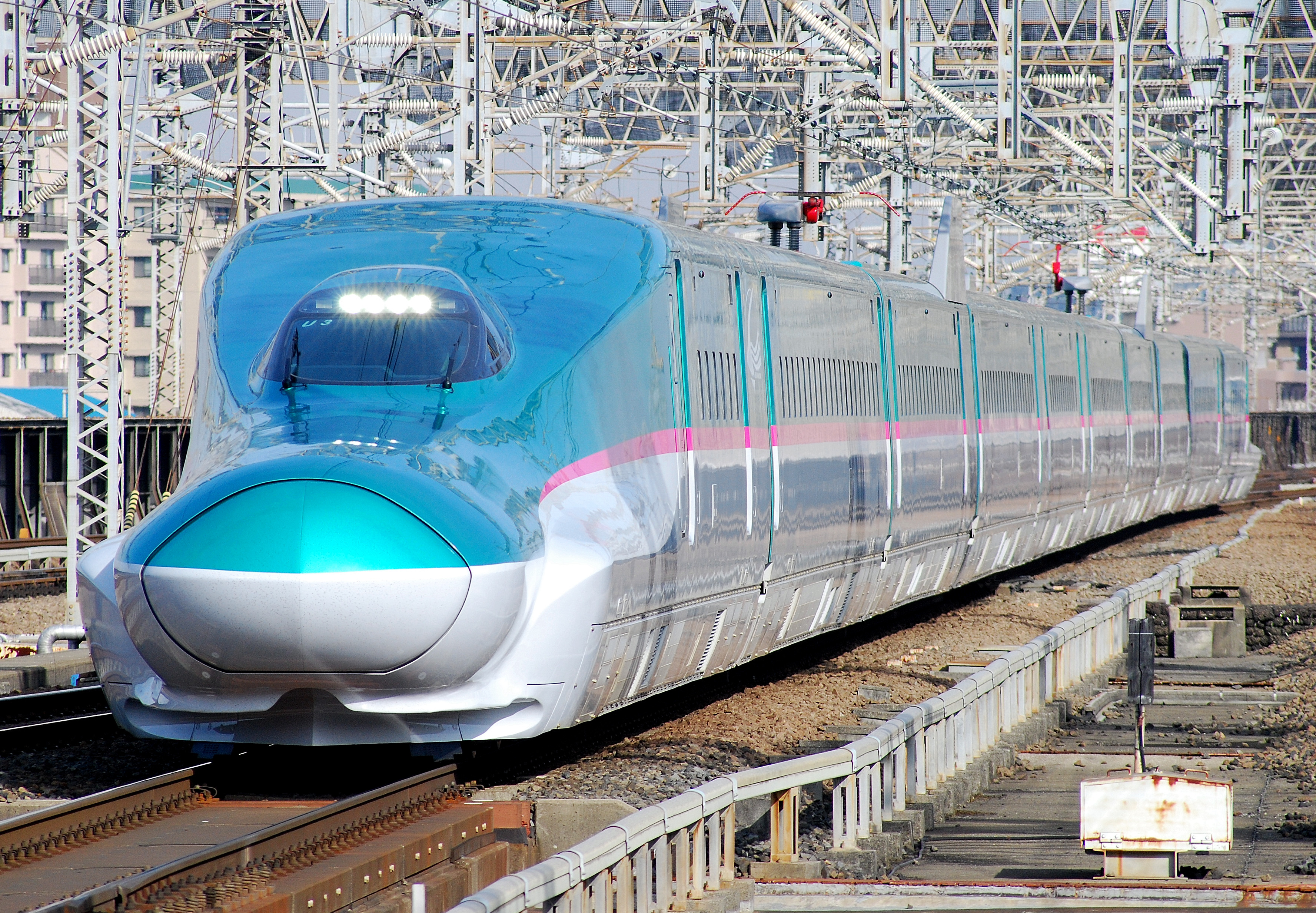
Séries E5 de Shinkansen

O Shinkansen (新幹線, Shinkansen; em Japonês) é a rede ferroviária de alta velocidade do Japão, operada pela companhia privada (Japan Railways Group) conhecida como JR.
Desde que a linha inicial Tōkaidō Shinkansen abriu em 1964, a rede expandiu-se para ligar a maior parte das cidades das ilhas de Honshu e Kyushu com velocidades até 320 km/h, num território habitualmente fustigado por terramotos,  tufões e mesmo tsunamis.
As velocidades máximas atingidas em viagens experimentais foram de 443 km/h em ferrovias convencionais e de até 580 km/h em linhas maglev.
A palavra Shinkansen significa literalmente "Nova Linha Troncal" e por isso refere-se estritamente aos carris, enquanto que os comboios propriamente ditos são referidos oficialmente como "Super Expressos" (超特急 chō-tokkyū). No entanto, esta distinção é muito raramente mencionada, mesmo no próprio Japão.
Ao contrário de linhas mais antigas, o Shinkansen usa a bitola padrão, e usa túneis e viadutos para atravessar obstáculos em vez de os contornar.

## História
O Japão foi o primeiro país a dedicar linhas de carros de ferro para viagens a alta velocidade. Devido à natureza montanhosa de grande parte do país, as bitolas das linhas preexistentes eram curtas (1,067 m de largura), geralmente utilizadas nas linhas secundárias, e não podiam ser adaptadas a velocidades superiores. Consequentemente, o Japão tinha necessidade maior de novo sistema de linhas de alta velocidade do que outros países, onde os sistemas ferroviários de bitola padrão ou bitola larga existentes tinham potencial de atualização maior.

### Primeiras Propostas
O popular nome Comboio Bala (Trem Bala no Brasil), é a tradução ocidental do termo japonês dangan ressha (弾丸列車), alcunha dada ao projeto enquanto ainda estava na fase inicial de discussão, nos anos 30. O nome cristalizou-se devido ao fato das locomotivas Shinkansen terem aspecto muito parecido à figura arredondada da bala e à sua alta velocidade.
O nome "Shinkansen" foi formalmente usado pela primeira vez em (1940) para a proposta da "bitola padrão" da linha de passageiros e mercadorias entre Tóquio e Shimonoseki, usando locomotivas elétricas e a vapor com velocidade máxima de 200 km/h (o dobro da velocidade do comboio japonês mais rápido daquele tempo). Ao longo dos três anos seguintes, o Ministério dos Caminhos de Ferro ou Ferroviário (Brasil) esboçou planos mais ambiciosos para estender a linha até Pequim (através de um túnel até à Coreia) e até Singapura, e construir ligações à linha de caminho-de-ferro Trans-Siberiano e outras linhas asiáticas. Esses planos foram formalmente abandonados em 1943, à medida que a posição do Japão na Segunda Guerra Mundial começava a deteriorar-se. No entanto, algumas construções iniciaram-se na linha, tanto que muitos dos túneis do Shinkansen atual, datam do tempo da guerra.

### Construção

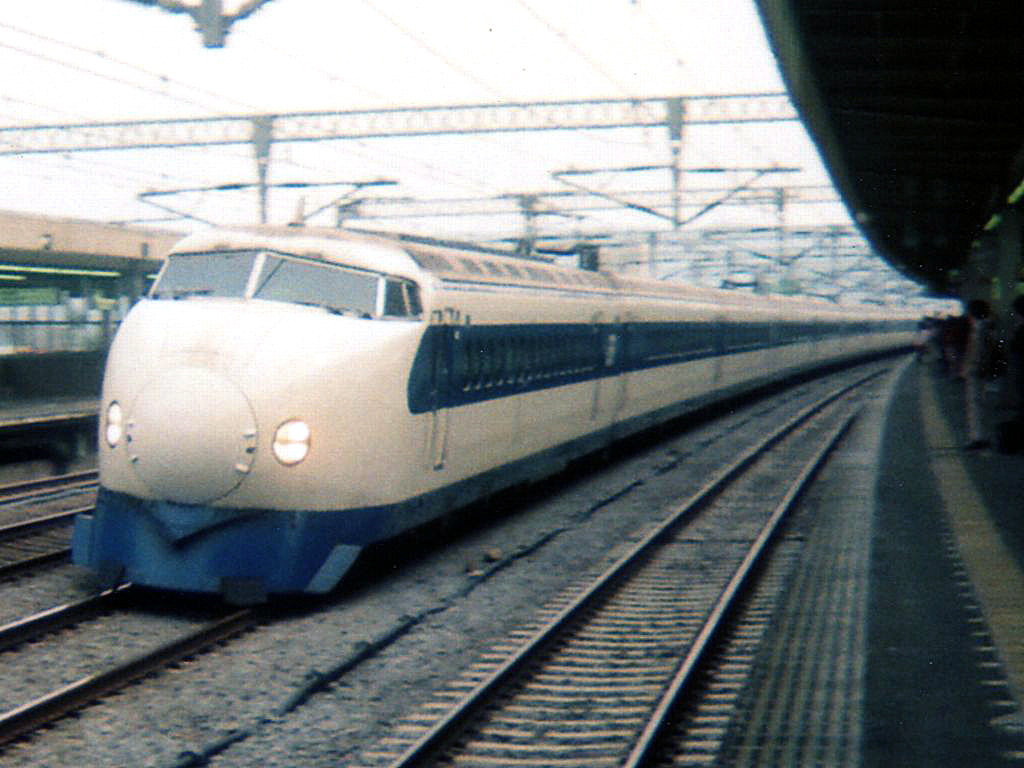
O primeiro comboio de alta-velocidade do mundo foi o Shinkansen Série 0

Após a derrota do Japão em 1945, os caminhos de ferro de alta velocidade foram esquecidos durante alguns anos. No entanto, por meados dos anos 1950, a linha principal de Tokaido estava a operar no pleno da sua capacidade, e o Ministério dos Caminhos de Ferro decidiu reabrir o Projecto Shinkansen. A aprovação governamental chegou em 1958, e a construção do primeiro segmento do Tōkaidō Shinkansen entre Tóquio e Osaka iniciou-se em 1959. Grande parte da construção foi financiada com um empréstimo de US$ 80 milhões do Banco Mundial. Um troço da linha de testes de material circulante, hoje parte da linha principal, abriu em Kamonomiya em 1962. Considerado um dos maiores símbolos do progresso japonês, o Tokaido Shinkansen abriu a 1 de Abril de 1964, justo a tempo para os Jogos Olímpicos de Tóquio. Foi sucesso imediato, chegando à marca dos 100 milhões de passageiros em menos de três anos a 13 de Julho de 1967 e ao mil milionésimo passageiro em 1976. Foram introduzidos dezesseis novos comboios para a Expo '70 em Osaka. Os primeiros comboios Shikansen atingiam velocidades até os 210 km/h, mais tarde aumentados para os 220 km/h. Alguns desses comboios, com o seu aspecto clássico de nariz de bala, ainda estão em circulação. Uma locomotiva de um dos comboios originais está hoje exposta no museu britânico National Railway Museum de York.

### Expansão da rede

Território abrangido pelo grupo de empresas Japan Railways que operam a rede Shinkansen

Este sucesso inicial permitiu a extensão da primeira linha para Oeste para Hiroshima e Fukuoka (a linha Sanyo Shinkansen), que foi completada em 1975.
O Primeiro-Ministro Kakuei Tanaka foi apoiante fervoroso do Shikansen, e o seu governo propôs uma extensa rede de linhas em paralelo à maioria das linhas de comboio convencionais do Japão. Duas novas linhas, a Tōhoku Shinkansen e a Jōetsu Shinkansen, foram construídas seguindo esse plano. No entanto, muitas outras linhas planeadas foram atrasadas ou retiradas por completo quando os Caminhos de Ferro Nacionais do Japão aumentaram as suas dívidas, em grande causa devido aos altos custos de construção da rede Shinkansen. No princípio dos anos de 1980, a Japan National Railways era praticamente insolvente, levando à sua privatização em 1987.
Apesar dessa situação, o desenvolvimento do Shinkansen continuou. Muitos modelos posteriores seguiram o primeiro tipo, mas cada um com o seu aspecto distintivo. Os comboios Shinkansen viajam regularmente a velocidades de até 300 km/h, colocando-os entre os comboios mais rápidos do mundo, como os TGV franceses, o português Alfa Pendular, o britânico Eurostar, o italiano TAV, o alemão ICE e os sul-coreanos KTX.
Desde 1970, também tem estado em desenvolvimento o Chūō Shinkansen, o comboio JR-Maglev (de levitação magnética ou maglev) planeado para circular eventualmente entre Tóquio e Osaka.
A 2 de Dezembro de 2003, um conjunto de 3 carruagens maglev atingiu o recorde mundial de velocidade de 581 km/h.
Em 2003, a JR Central informou que as médias dos tempos de chegada do Shinkansen tinham um erro de cerca de 0,1 minuto (i.e. 6 segundos) em relação à hora prevista na tabela de horários. Isso inclui todos os erros e acidentes naturais e humanos e é calculado entre todas as cerca de 160 000 viagens que o Shinkansen efetuou. O recorde anterior era de 1997, de 0,3 minutos (i.e. 18 segundos). O Japão celebrou o 40.º aniversário dos caminhos de ferro de alta velocidade em 2004, onde apenas e só a linha Tōkaidō Shinkansen transportou 4,16 mil milhões de passageiros. A rede no total transportou cerca de 6 mil milhões de passageiros, mais que toda a população mundial hoje.

### Recorde de segurança
Não há registo de nenhuma morte de passageiros associada à circulação do Shinkansen. Têm ocorrido alguns ferimentos e uma fatalidade devido a portas a encerrarem sobre os passageiros ou seus pertences, mas há funcionários disponíveis em cada plataforma para assegurar que quaisquer problemas sejam resolvidos antes de os comboios prosseguirem.
Houve casos de suicídio, em que passageiros saltaram desde ou para a frente dos comboios em movimento. Isso resultou que algumas estações instalassem barreiras que prevenissem os passageiros de aceder aos carris, apesar de o acidente de 9 de Janeiro de 1999 na estação de Sakudaira na linha Nagano Shinkansen mostrar que nem mesmo essas barreiras impediriam suicidas determinados de saltar: um homem subiu a barreira de segurança para ser atingido por um serviço de passagem sem paragem a alta velocidade.
O primeiro descarrilamento de um comboio Shinkansen em serviço de transporte de passageiros ocorreu durante o terramoto de Joetsu a 23 de Outubro de 2004. Oito de dez carruagens do comboio Toki n.º 325 da linha Jōetsu Shinkansen descarrilaram próximo da Estação Nagaoka em Nagaoka, Niigata. No entanto, não foram declarados quaisquer feridos ou mortos entre os 154 passageiros. Na eventualidade de ocorrer um terramoto, um sistema de detecção de terramotos pode levar o comboio a parar muito rapidamente; a próxima geração de comboios Fastech 360 irá ter travões de resistência ao ar em forma de orelha de gato para entrarem em ação em caso de uma travagem de emergência a altas velocidades.

## Futuro

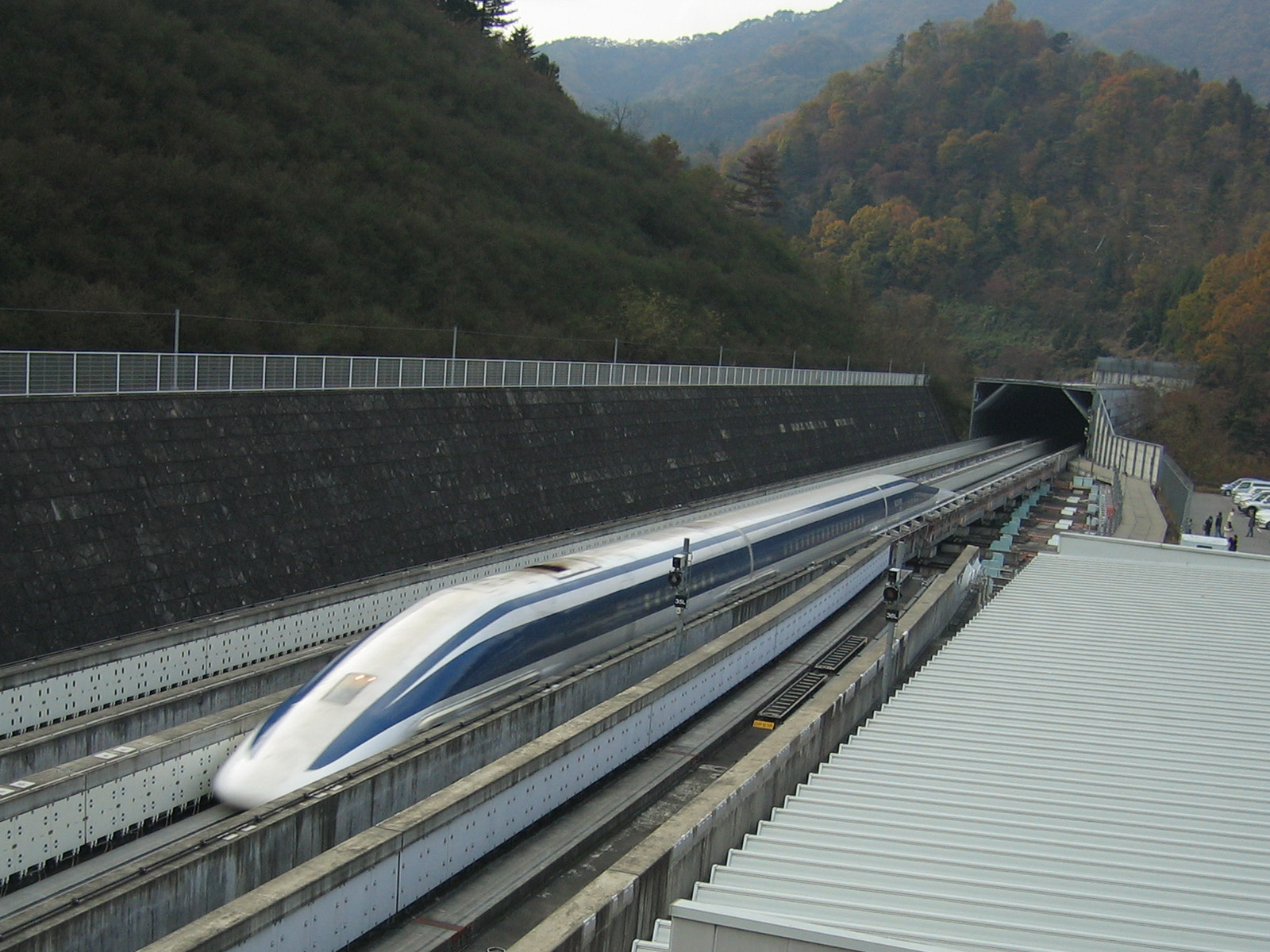
JR-Maglev em Yamanashi

Devido aos problemas inerentes à poluição sonora, o aumento de velocidades de topo está a tornar-se cada vez mais difícil, particularmente no fenómeno do "boom de túnel" causado quando os comboios entram em túneis a alta velocidade. Apesar disto, existem dois aumentos de velocidade programados, um para 350 km/h para os novos comboios da linha Sanyō e outro para 360 km/h usando os comboios Fastech 360 atualmente em fase de testes na linha Tōhoku Shinkansen.
A linha Kyushu Shinkansen entre Kagoshima e Yatsushiro abriu em Março de 2004. Está prevista a abertura de mais extensões, as linhas Hakata-Yatsushiro e Hachinohe-Aomori para 2010, e a linha Nagano-Kanazawa em 2014.
Também existem planos a longo prazo para a extensão da rede, a Hokkaidō Shinkansen desde Aomori até Sapporo (através do Túnel Seikan), a linha Kyushu Shinkansen até Nagasaki, tal como completar a ligação entre Kanazawa até Osaka, apesar de nenhuma destes projectos dever estar completado antes de 2020.
O projecto da linha Narita Shinkansen para ligar Tóquio ao Aeroporto Internacional de Narita, iniciado na década de 1970 mas interrompido em 1983 após protestos dos proprietários dos terrenos, foi oficialmente cancelado e removido do Plano Básico que delineava a construção do Shinkansen. Partes do traçado planeado serão usados pela ligação Narita Rapid Railway (NRR) quando abrir em 2010. Apesar de que o NRR irá usar carris de bitola padrão, não será construído de acordo com as especificações Shinkansen e não sendo aplicável a conversão no futuro para uma linha completa Shinkansen.

## Lista das linhas Shinkansen

### Linhas em que circula

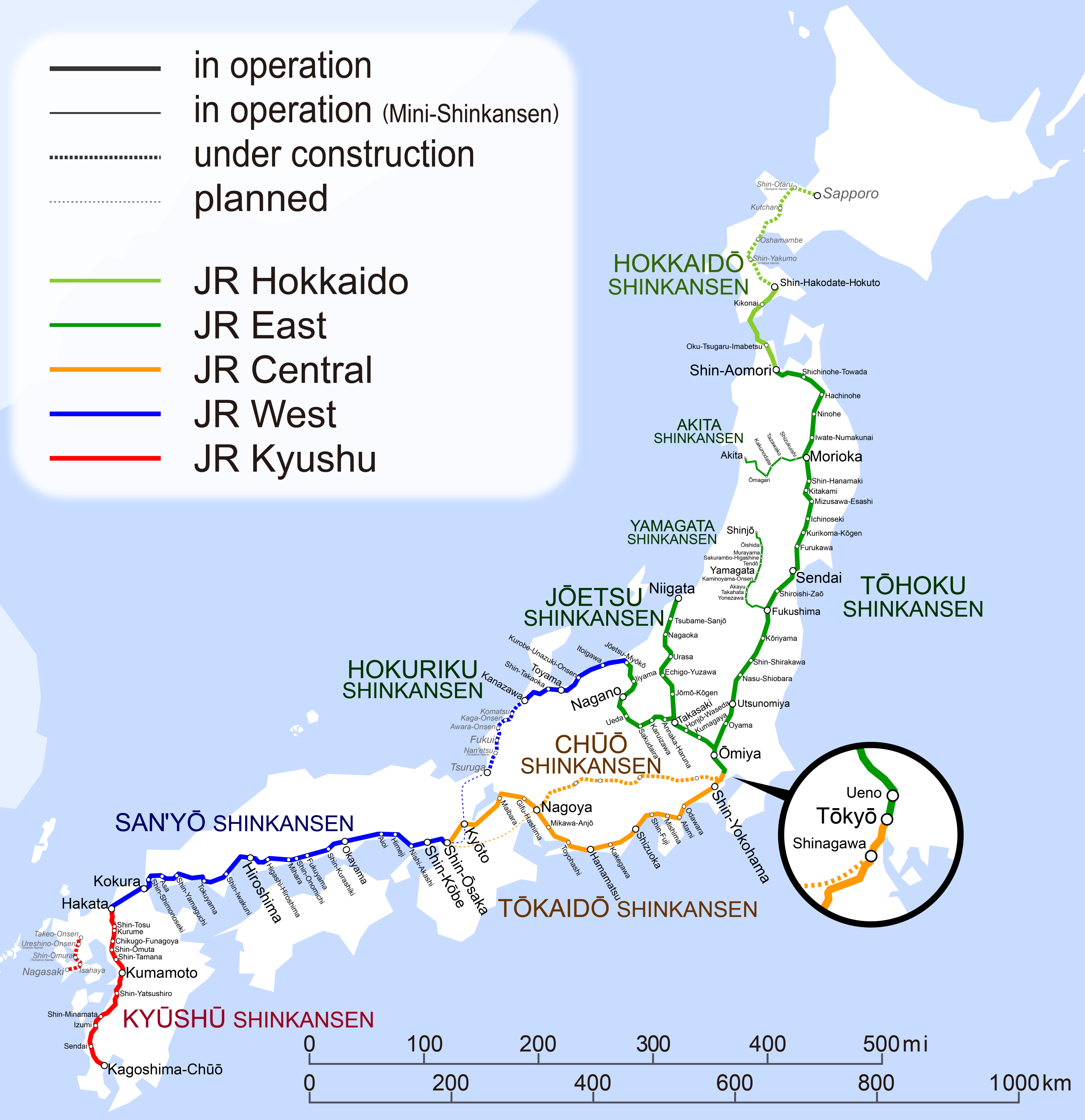
Diagrama da rede Shinkansen.
Linhas verdes: Concessão da JR East
Linhas amarelas: Concessão da JR Tokai
Linhas azuis: Concessão da JR West
Linhas vermelhas: Concessão da JR Kyushu

As linhas principais Shinkansen são:
- Tōkaidō Shinkansen (Tóquio–Shin-Osaka)
- Sanyō Shinkansen (Shin-Osaka–Hakata)
- Tōhoku Shinkansen (Tóquio–Shin-Aomori)
- Jōetsu Shinkansen (Ōmiya–Niigata)
- Hokuriku Shinkansen ou Nagano Shinkansen (Takasaki–Nagano)
- Kyushu Shinkansen (Hakata–Kagoshima-Chūō)

Duas linhas posteriores, conhecidas como Mini-Shinkansen (ミニ新幹線), também foram construídas ao actualizar as secções de linha existentes:
- Yamagata Shinkansen (Fukushima–Shinjō)
- Akita Shinkansen (Morioka–Akita)

Existem duas bitolas padrão que não são tecnicamente classificadas como linhas Shinkansen, mas que possuem serviço Shinkansen:
- Hakata Minami (Hakata–Hakata-Minami)
- Gala–Yuzawa — tecnicamente um ramo da linha Jōetsu — (Echigo–Yuzawa–Gala–Yuzawa)

### Futuras Linhas
Muitas das linhas Shinkansen foram propostas durante o boom do início dos anos 1970, mas ainda têm de ser construídas. São denominadas por Seibi Shinkansen (整備新幹線) ou "Shinkansen Planeado". Uma dessas linhas, o Narita Shinkansen até ao Aeroporto Internacional de Narita, foi oficialmente cancelada, mas algumas ainda continuam no projecto.
- A extensão Hokuriku Shinkansen até Tsuruga está em construção e a abertura está prevista para 2024. A extensão completa da linha até Osaka está em fase de planeamento, e as estações de Fukui e Komatsu já estão prontas para receber os Shinkansens.

- A segunda rota Kyushu Shinkansen de Takeo-Onsen até à secção da estação de Isahaya está em construção.
- A linha Hokkaidō Shinkansen da Estação de Shin-Aomori até Shin-Hakodate está em construção e a abertura está prevista para 2015. A extensão posterior da linha de Shin-Hakodate até à estação de Sapporo está em fase de planeamento.

## Tecnologia Shinkansen fora do Japão
Os caminhos de ferro que usam a tecnologia Shinkansen não estão limitados aos que existem no Japão.
A Taiwan High Speed Rail tem em circulação material circulante das Séries 700T construídos pela Kawasaki Heavy Industries. A China encomendou 60 comboios de 8 carruagens de unidades múltiplas (EMU) de 200 km/h baseados no desenho da Séries E2-1000 construídos por um consórcio formado pela Kawasaki Heavy Industries, Mitsubishi Electric Corporation e Hitachi, com as primeiras entregas em Março de 2006. Para a linha Channel Tunnel Rail Link de ligação de Londres ao Eurotúnel, serão exportadas EMUs construídas pela Hitachi baseadas na tecnologia Shinkansen para uso dos serviços pendulares de alta velocidade britânicos.

## Lista dos modelos de comboio Shinkansen

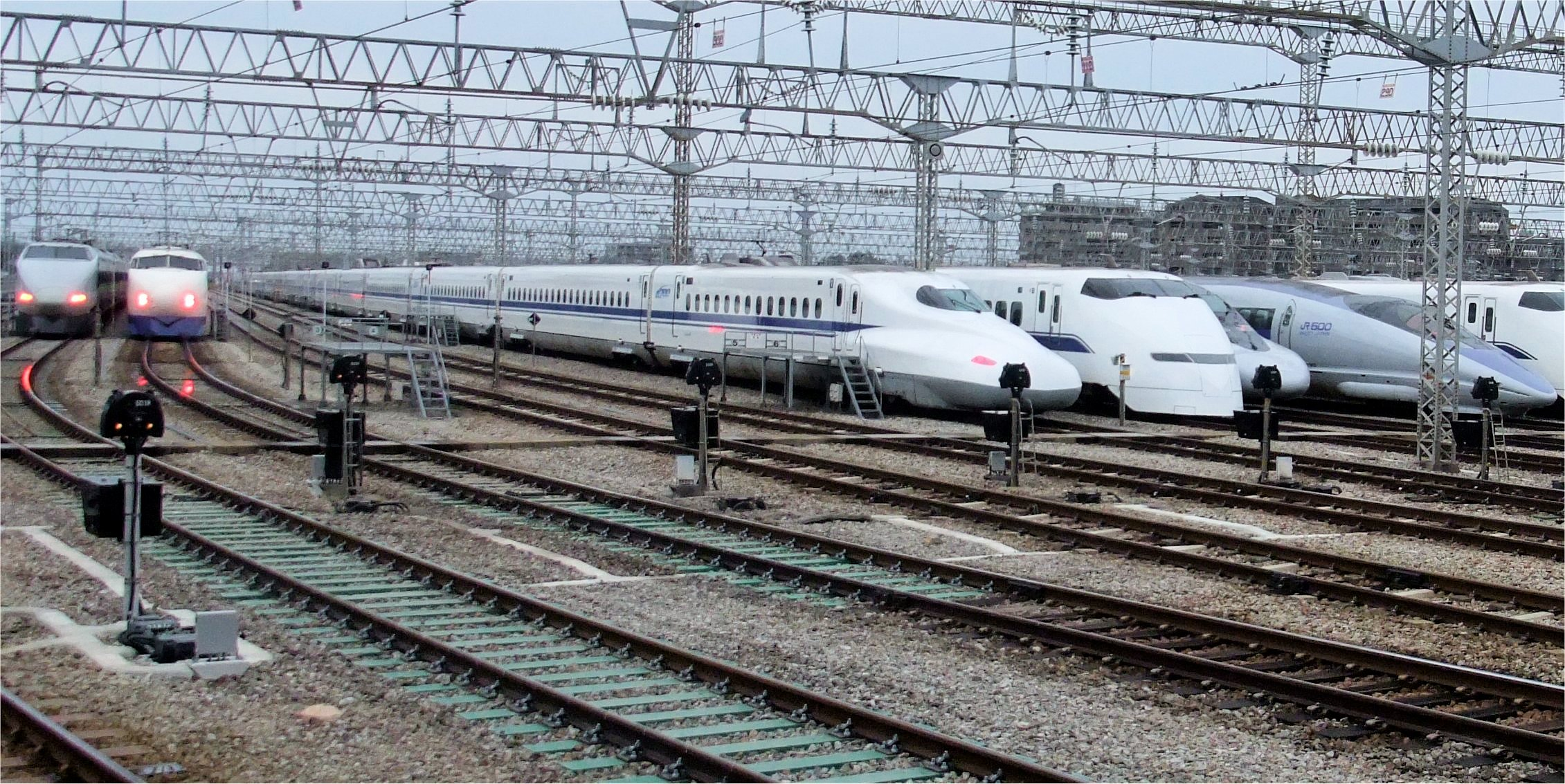
Séries 0 ~ N700 de Shinkansen

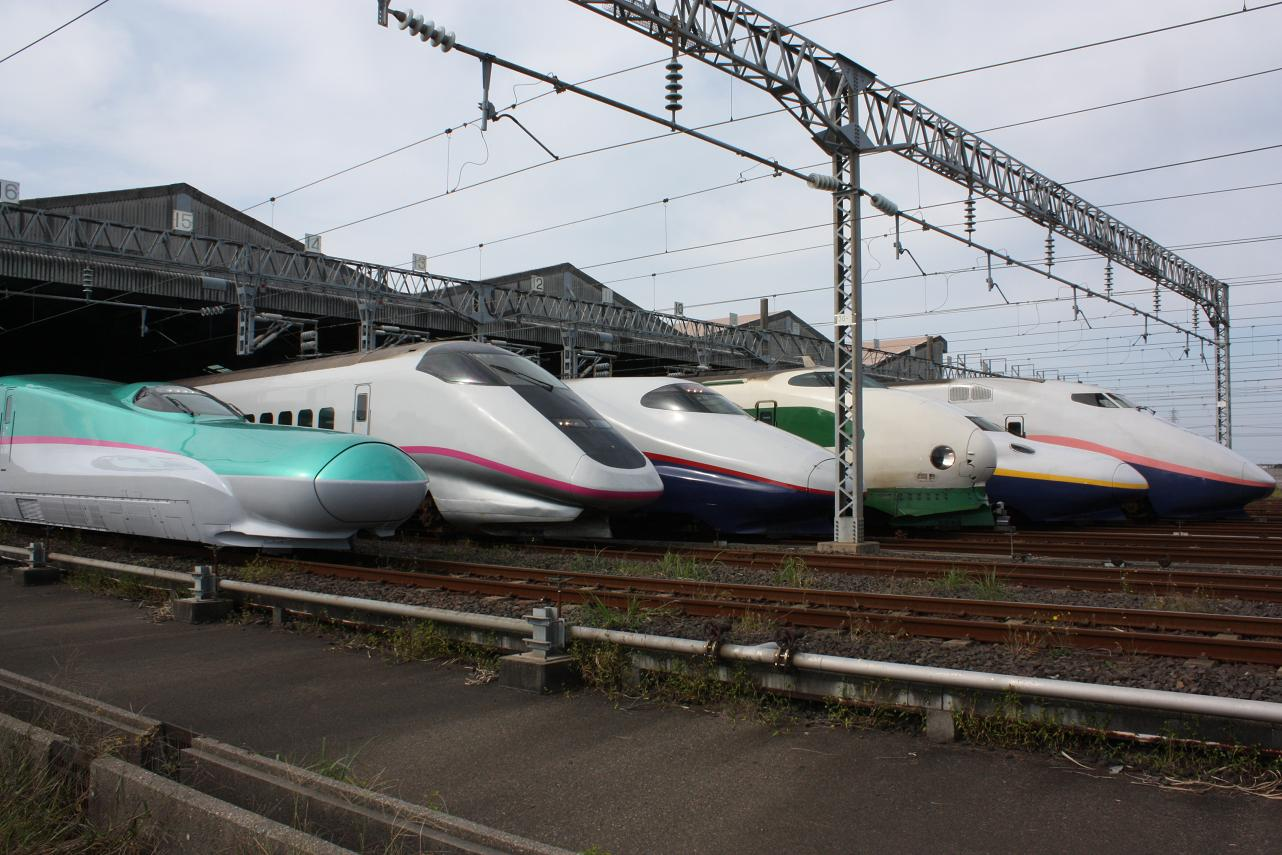
Séries 200 ~ E5 de Shinkansen

Os comboios Shinkansen podem ter até 16 carruagens de comprimento. Com cada carruagem medindo até 25 m de comprimento, os comboios mais compridos têm 400 m de ponta a ponta. As estações são igualmente compridas para poder receber estes comboios.
- Comboios de passageiros
  - Séries 0 (2008 aposentadoria)
  - Séries 100 (2012 aposentadoria)
  - Séries 200 (2013 aposentadoria)
  - Séries 300 (2012 aposentadoria)
  - Séries 400 (Mini-Shinkansen, 2010 aposentadoria)
  - Séries 500
  - Séries 700
  - Séries 700T (Shinkansen da Ilha Formosa)
  - Séries N700
  - Séries 800
  - Séries E1 (2012 aposentadoria)
  - Séries E2
  - Séries E3 (Mini-Shinkansen)
  - Séries E4
  - Séries E5
  - Séries E6
- Comboios experimentais
  - Tipo 1000
  - Tipo 951
  - Tipo 961
  - Tipo 962
  - Série 500-900 (WIN 350)
  - Tipo 952/953 (STAR 21)
  - Tipo 955 (300X)
  - Tipo E954 (Fastech 360 S)
  - Tipo E955 (Fastech 360 Z) (Mini-Shinkansen)
- Comboios de manutenção
  - Locomotiva do Tipo 911 a diesel
  - Locomotiva do Tipo 912 a diesel
  - Locomotiva do Tipo DD18 a diesel
  - Locomotiva do Tipo DD19 a diesel
  - Tipo 944 (Comboio de reboque)
  - Tipo 921 Número 0 (para verificação dos carrís)
  - Tipo 922 (Conjuntos Doctor Yellow T1, T2 e T3)
  - Tipo 923 (Conjuntos Doctor Yellow T4, e T5)
  - Tipo 923 (Conjuntos Doctor Yellow S1, e S2)
  - Tipo E926 (East i) (Mini-Shinkansen)

## Lista dos tipos de serviços Shinkansen
Apesar de originalmente se ter pensado fazer circular comboios de passageiros e mercadorias dia e noite, nas linhas Shinkansen circulam apenas comboios de passageiros. O sistema encerra entre as 0h00 e as 6h00 todos os dias para se efectuarem operações de manutenção. Os poucos comboios nocturnos que ainda circulam no Japão circulam na antiga rede de bitola curta paralela à rede Shinkansen.
- Tōkaidō Shinkansen e Sanyō Shinkansen
Nozomi
Hikari
Hikari Rail Star (apenas na área de Sanyo)
Kodama
- Sanyō Shinkansen e Kyushu Shinkansen
Mizuho
Sakura
Tsubame (apenas na área de Kyushu)
- Tōhoku Shinkansen, Yamagata Shinkansen e Akita Shinkansen
Hayabusa
Hayate
Yamabiko, Max Yamabiko
Nasuno, Max Nasuno
Aoba (terminado)
Komachi (Akita Shinkansen)
Tsubasa (Yamagata Shinkansen)
- Jōetsu Shinkansen
Toki, Max Toki
Tanigawa, Max Tanigawa (Shinkansen)
Asahi (terminado), Max Asahi (terminado)
- Hokuriku Shinkansen (Nagano Shinkansen)
Asama

## Galeria

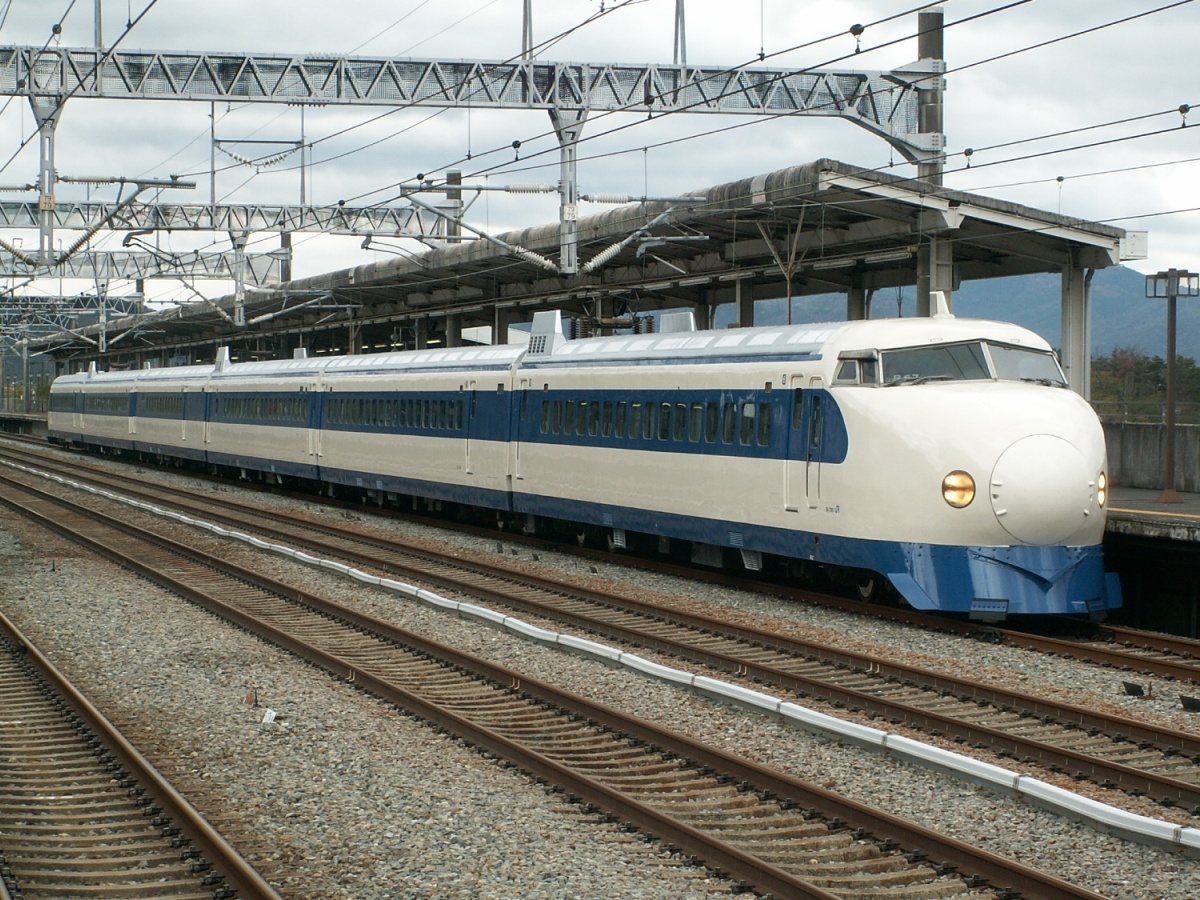
Séries 0
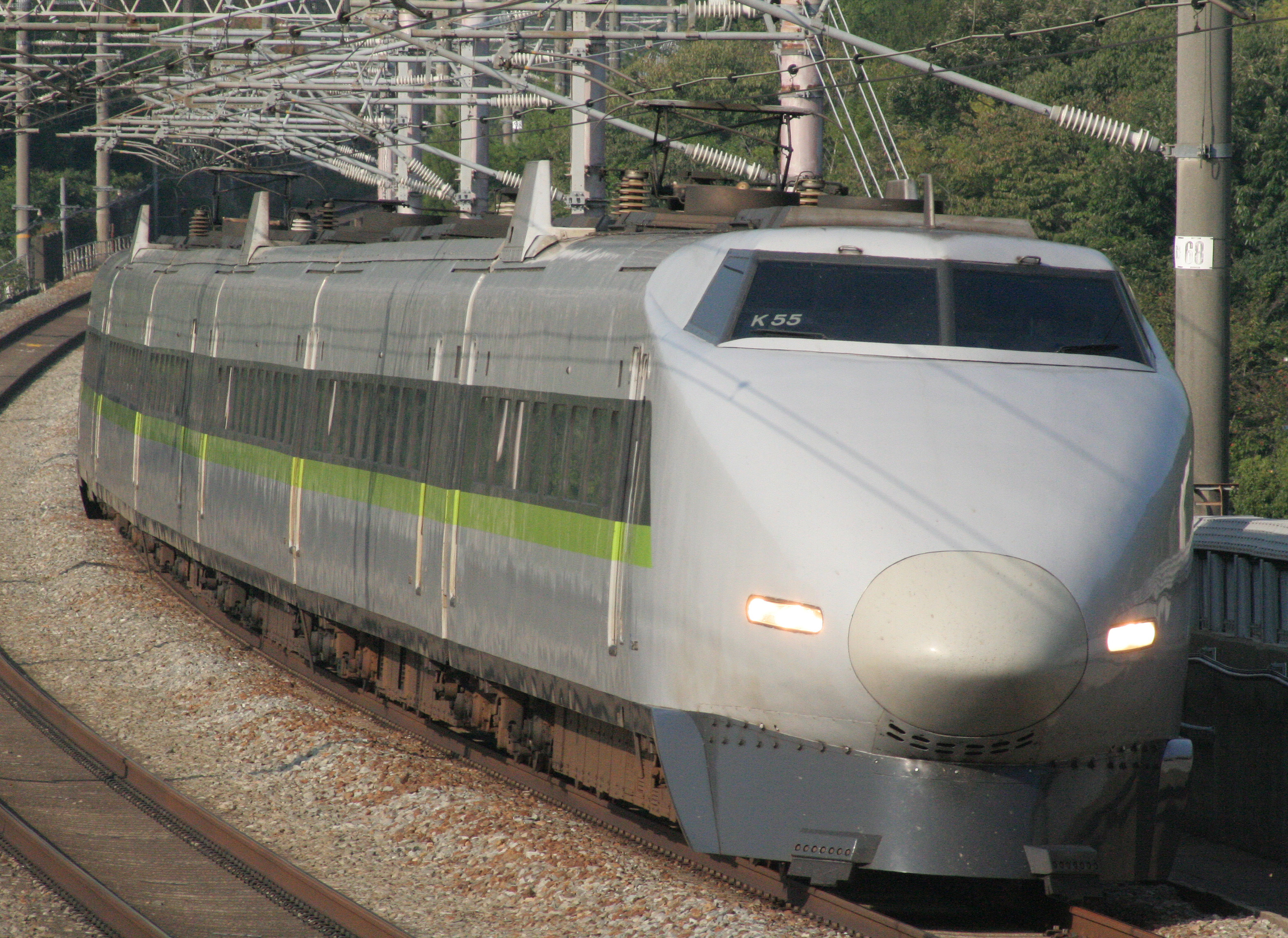
Séries 100
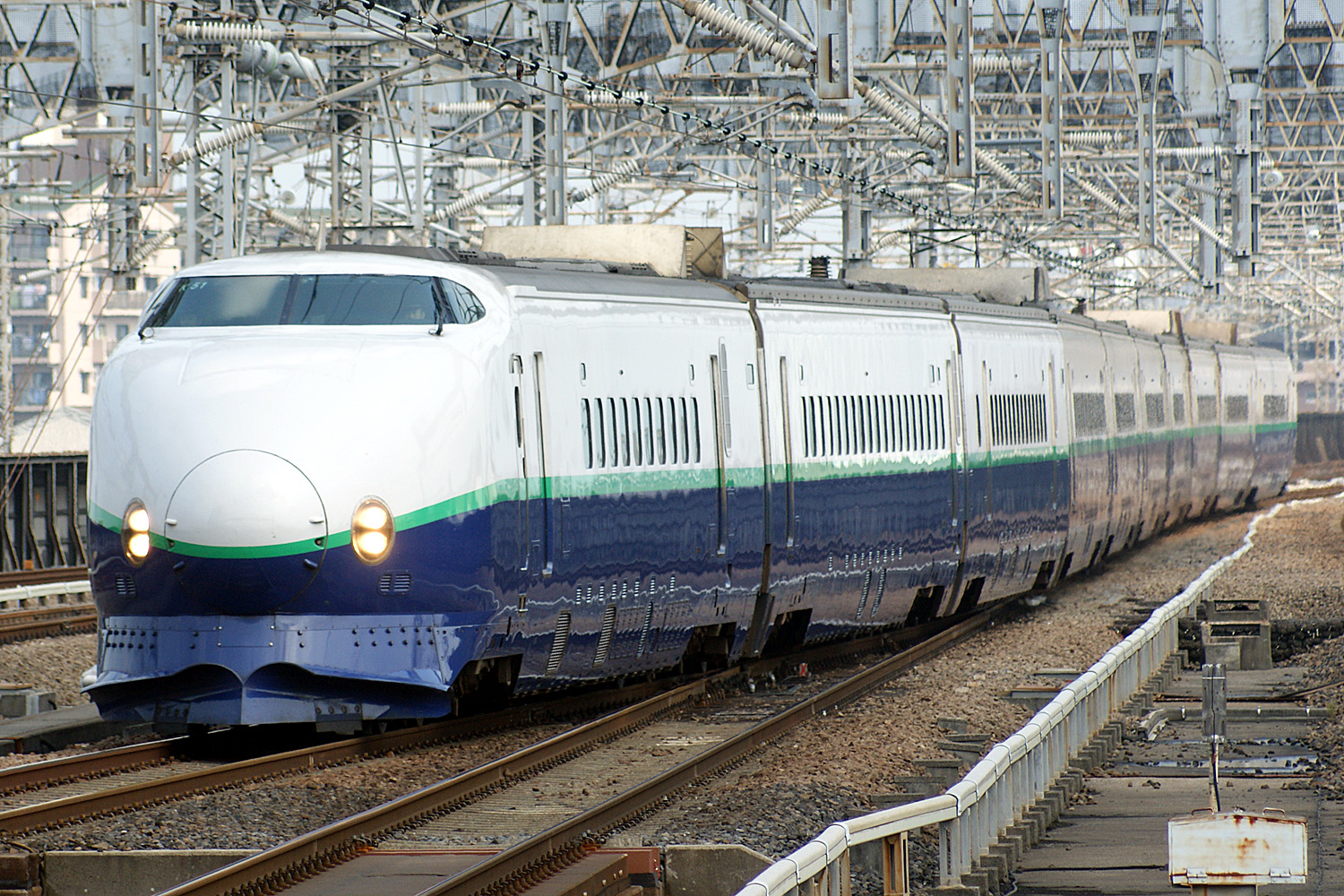
Séries 200
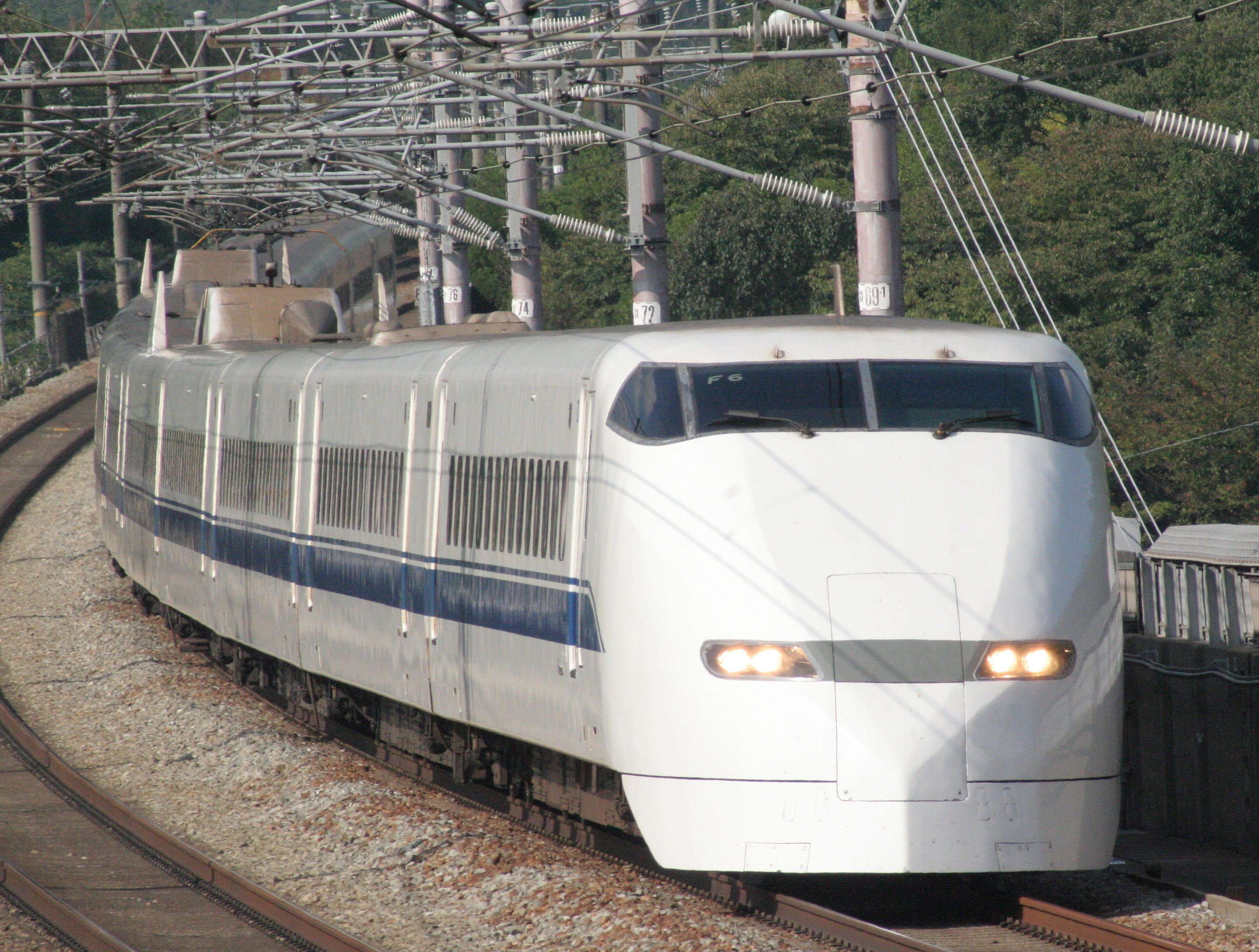
Séries 300
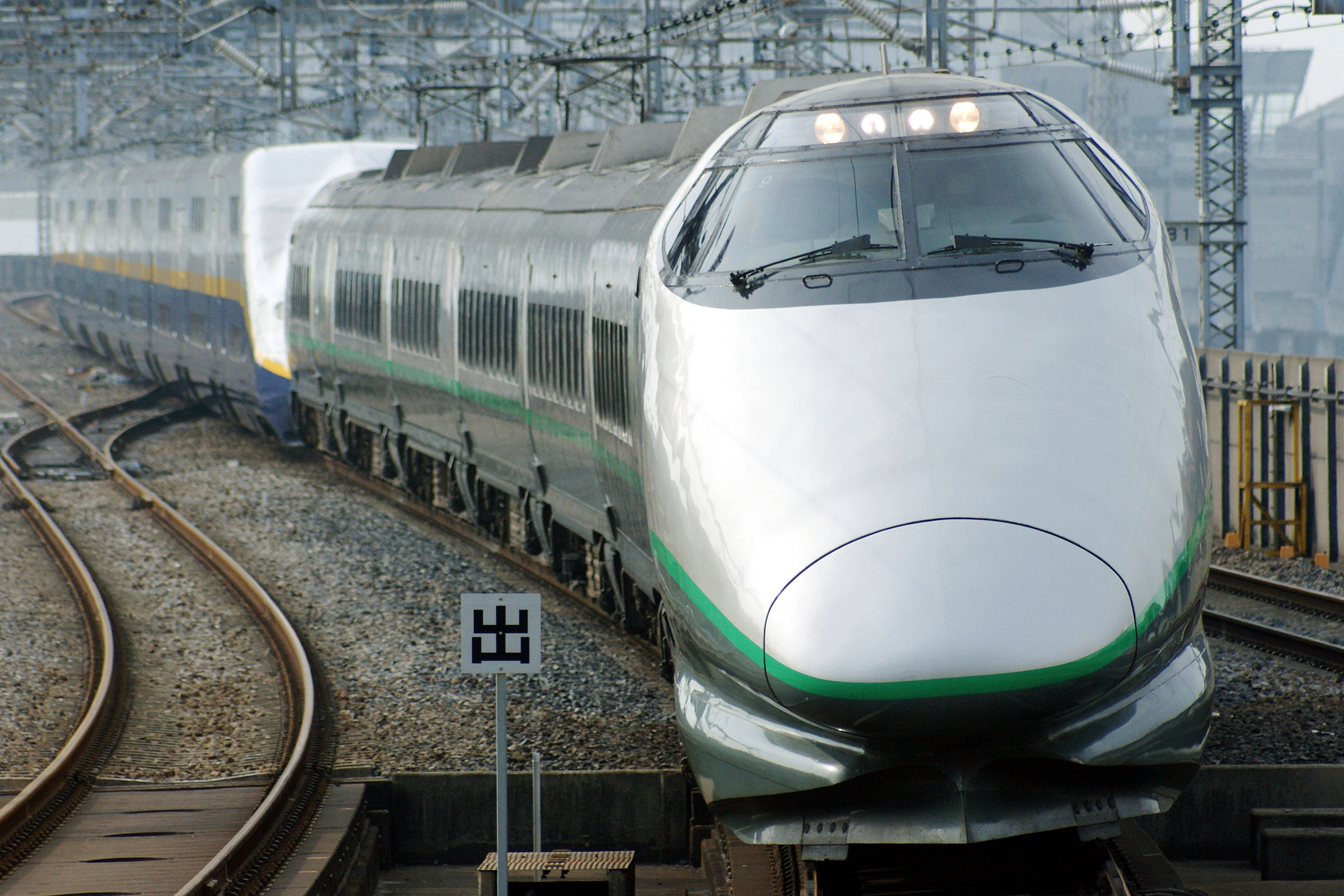
Séries 400 (Tsubasa)
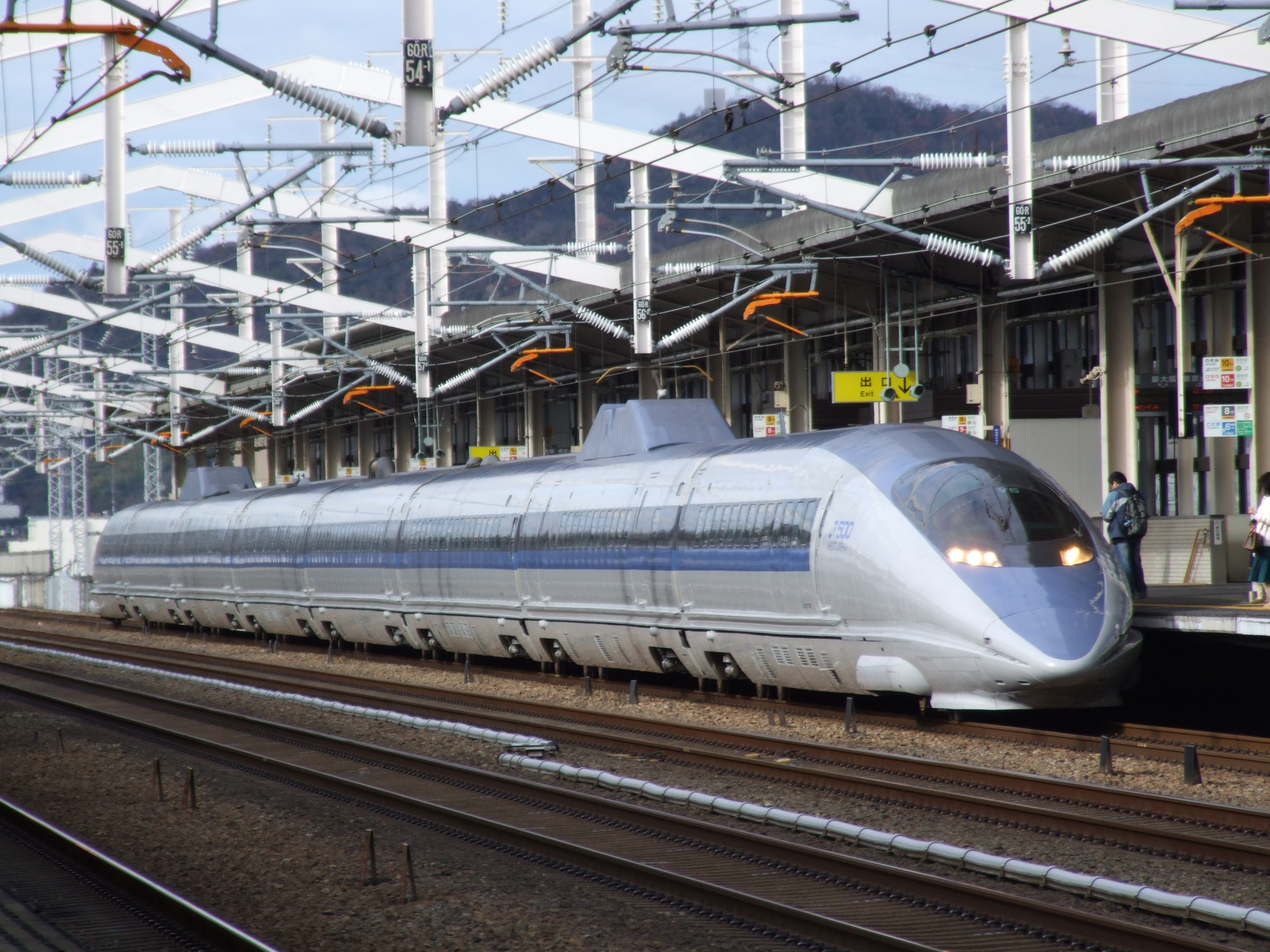
Séries 500
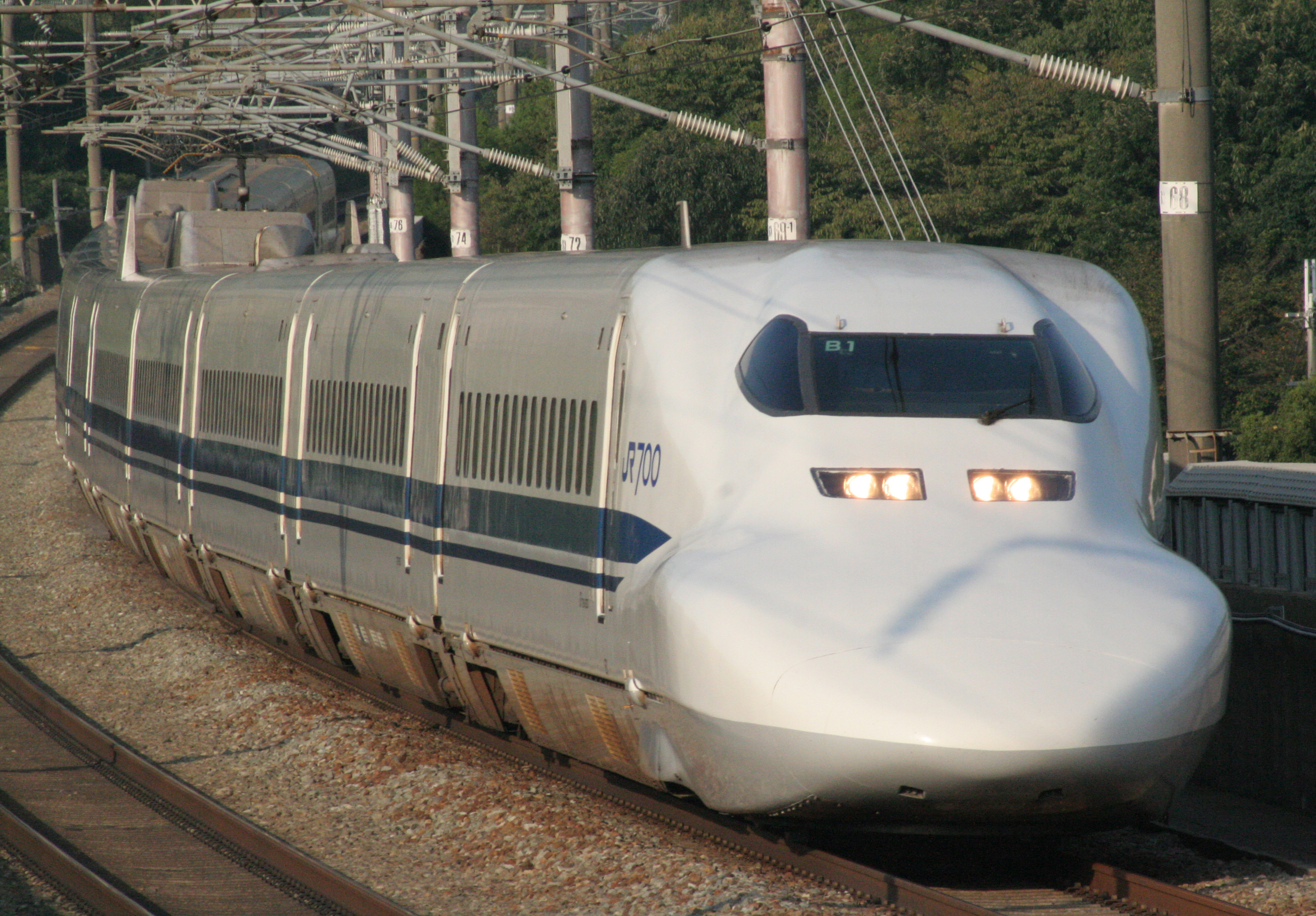
Séries 700
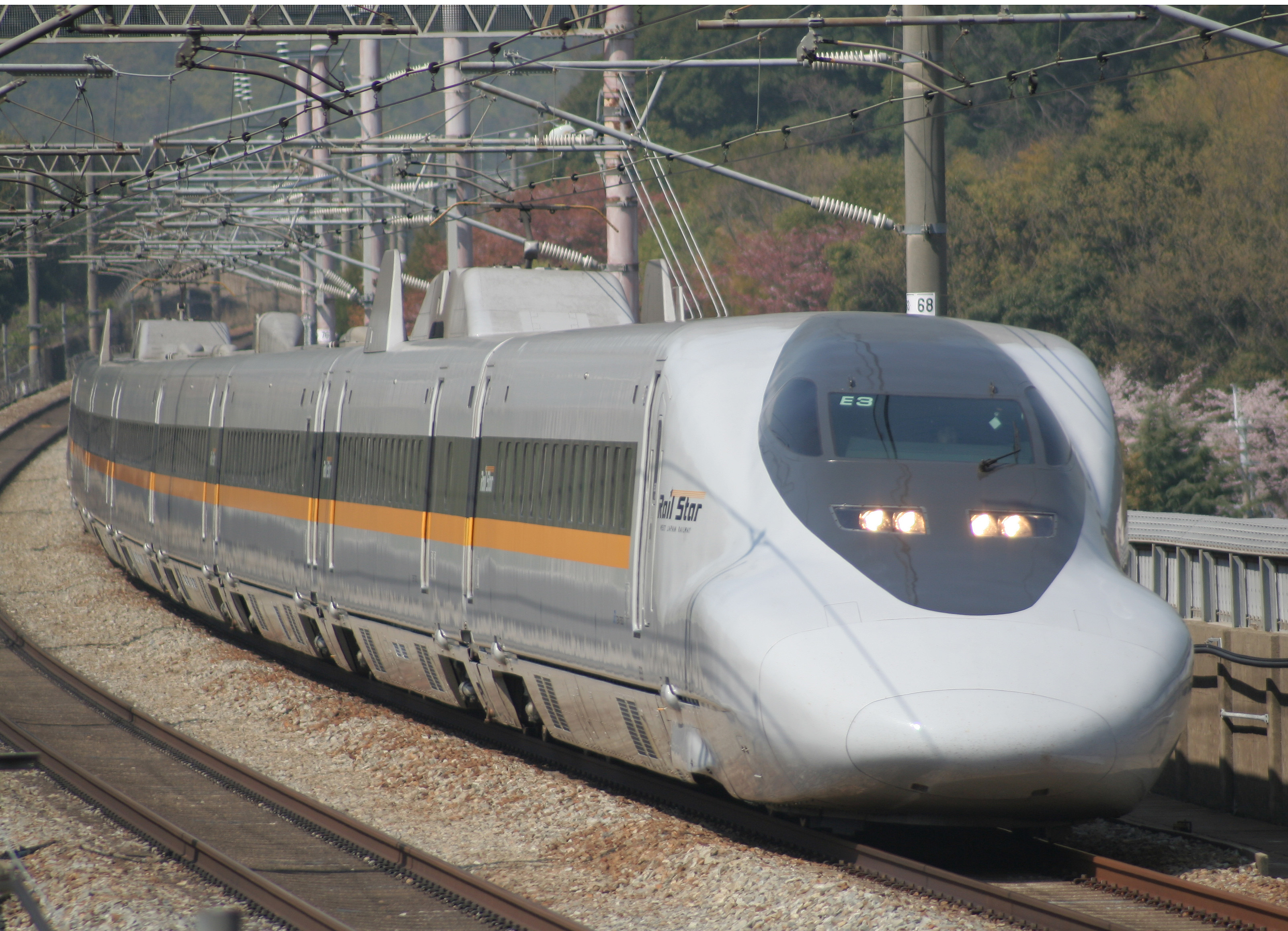
Séries 700 (Hikari Rail Star)
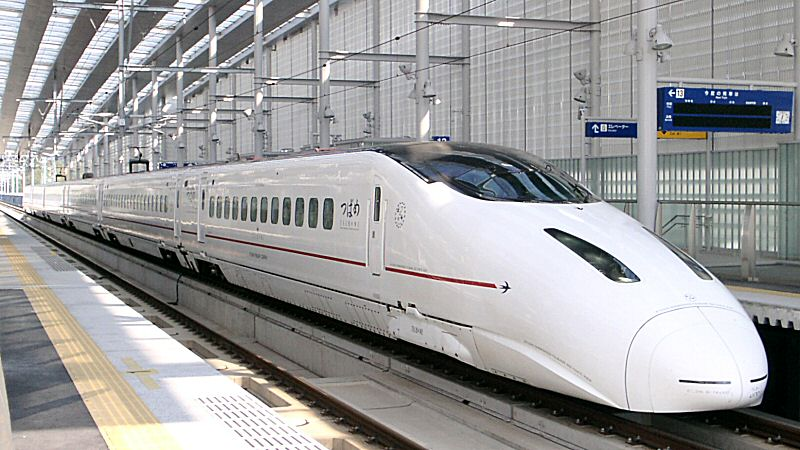
Séries 800 (Tsubame)
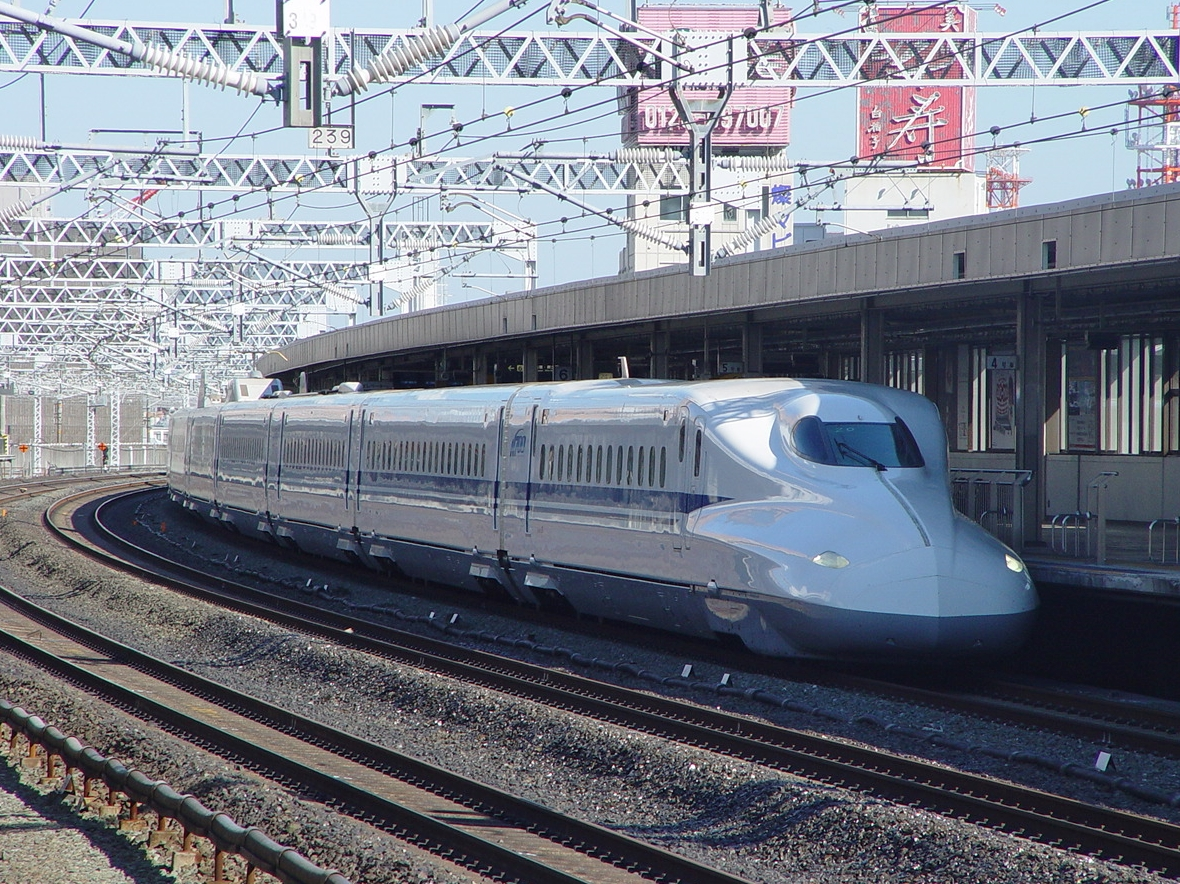
Séries N700
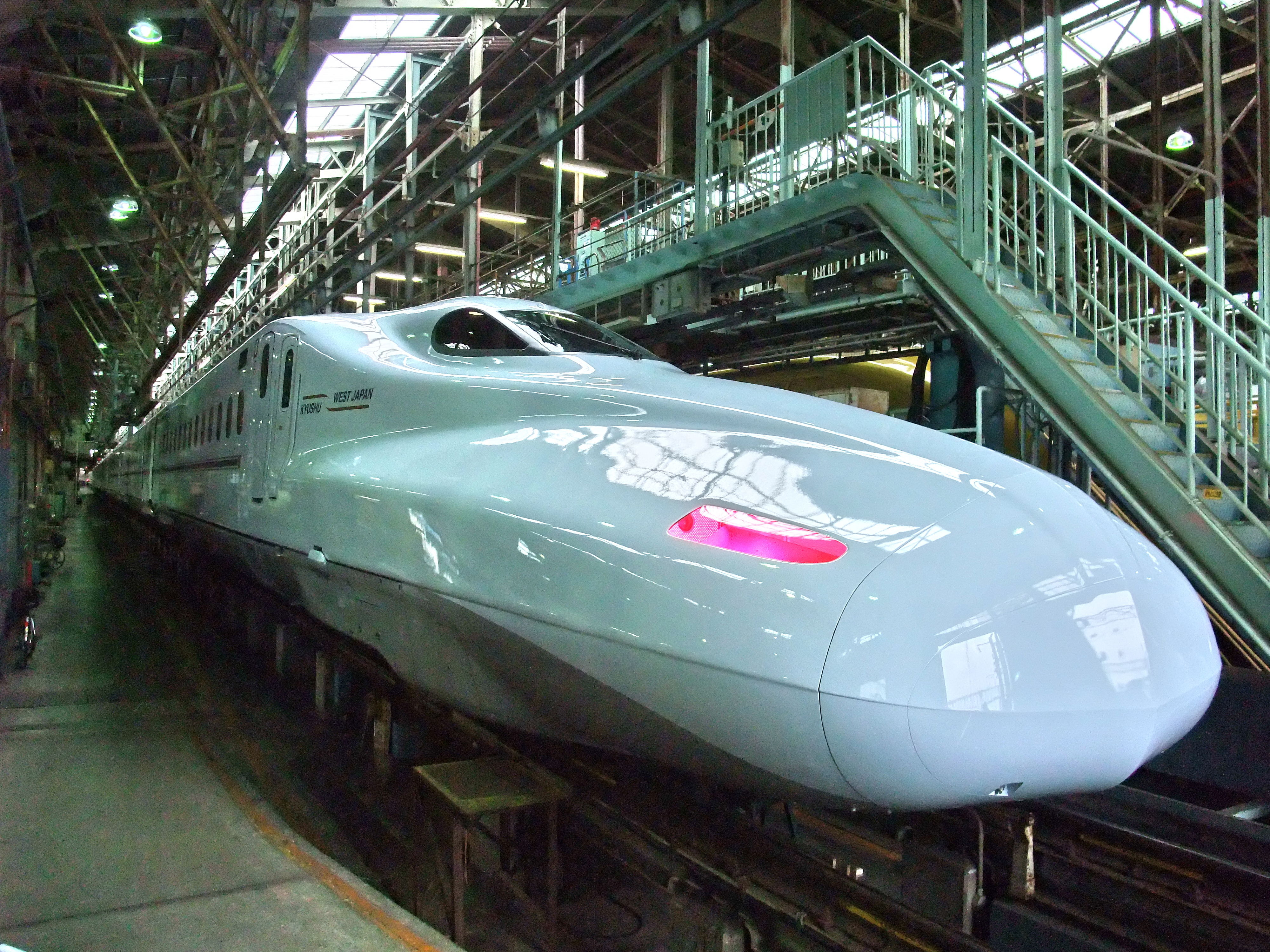
Séries N700-7000 (Sakura)
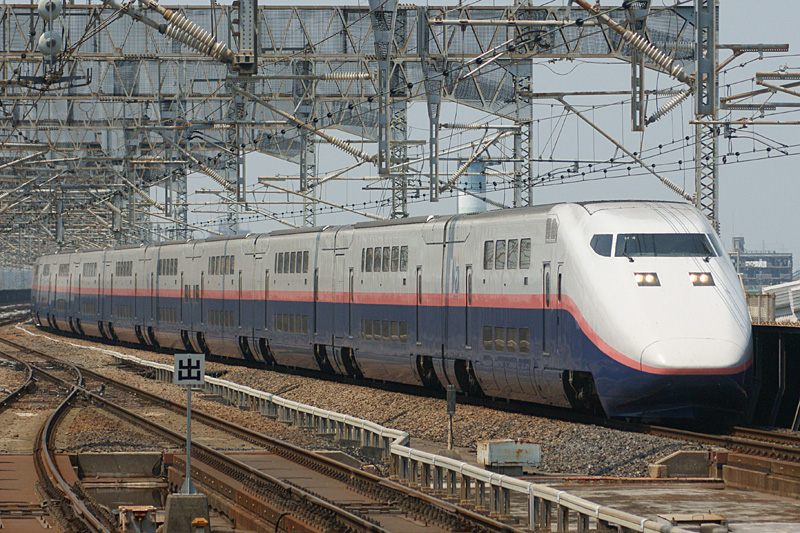
Séries E1
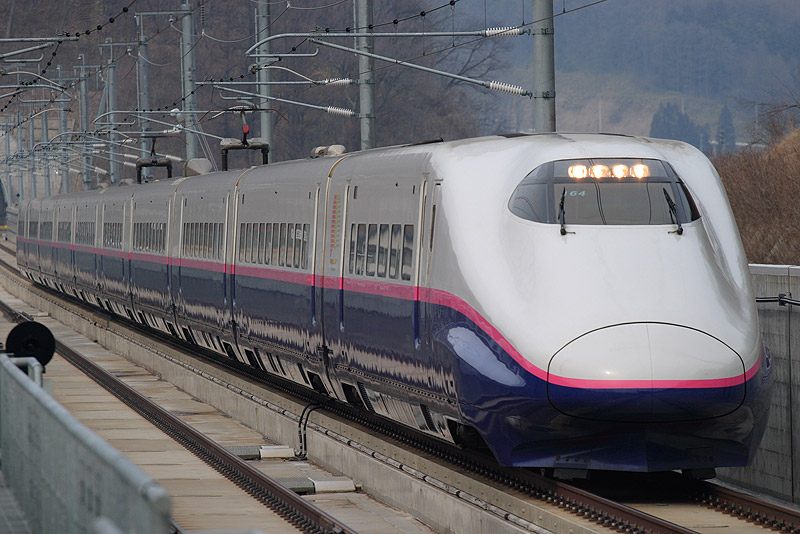
Séries E2
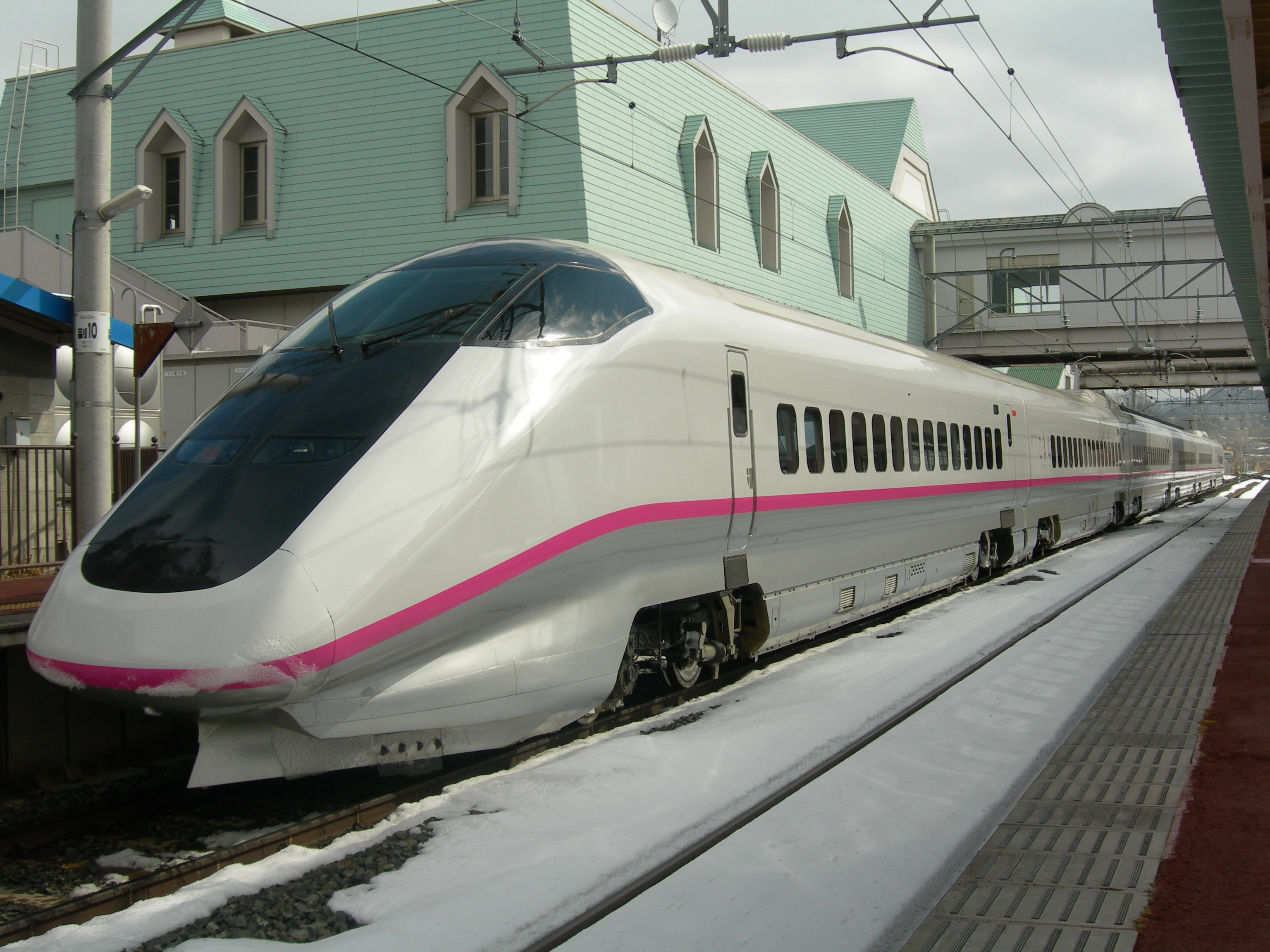
Séries E3 (Komachi)
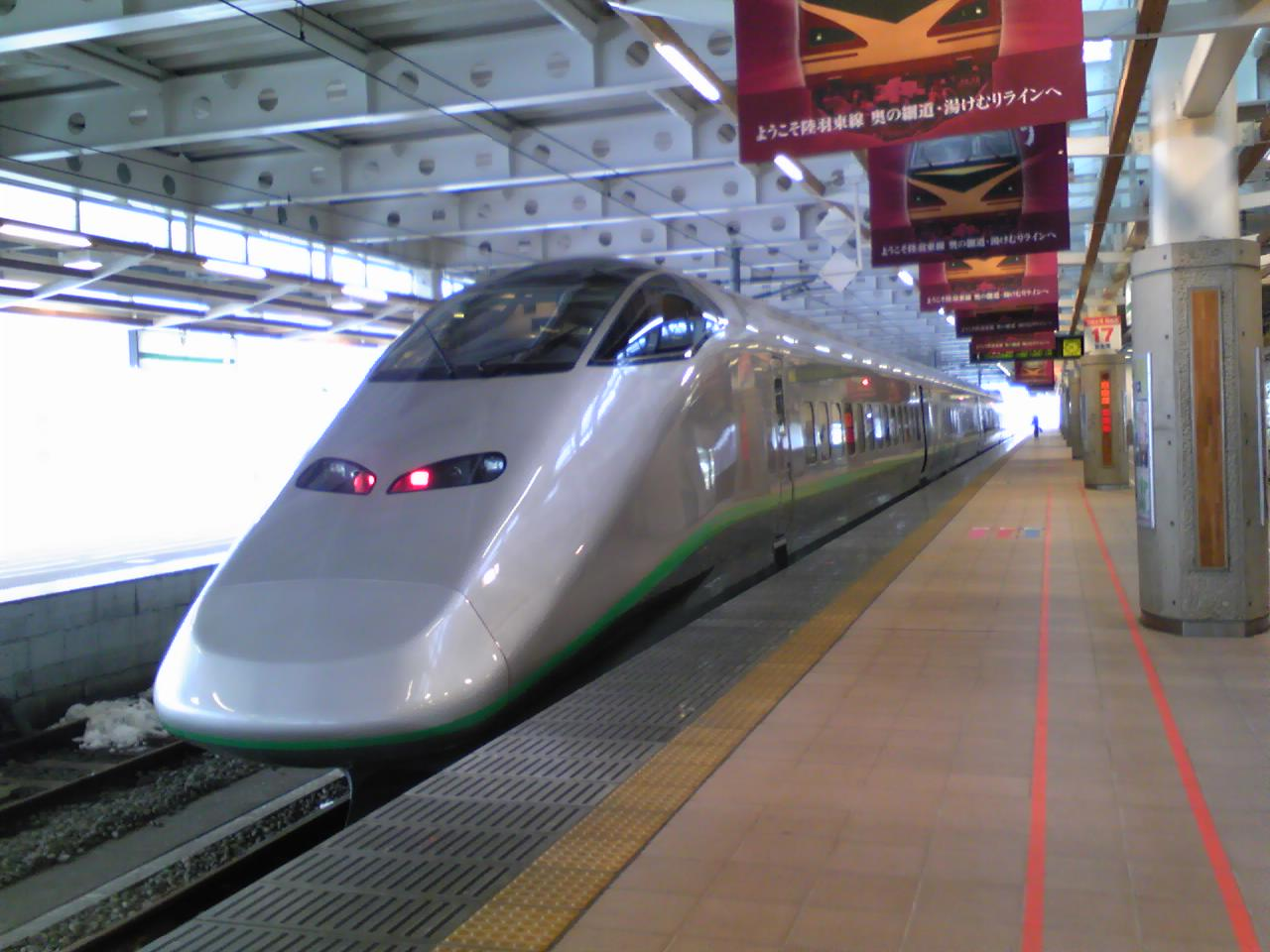
Séries E3-2000 (Tsubasa)
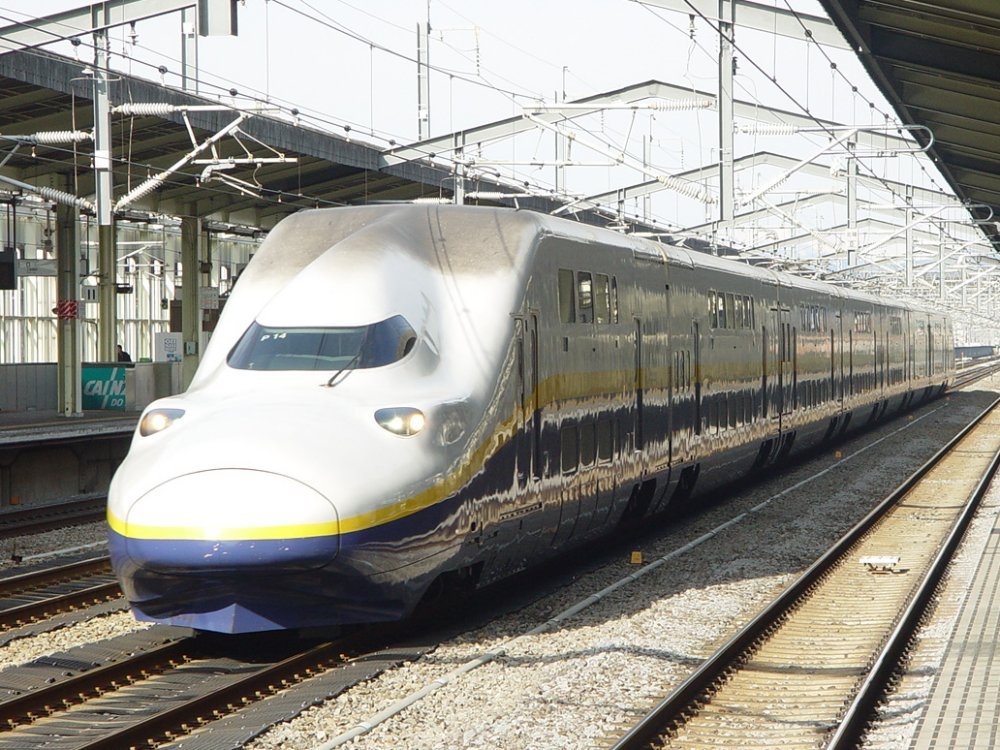
Séries E4
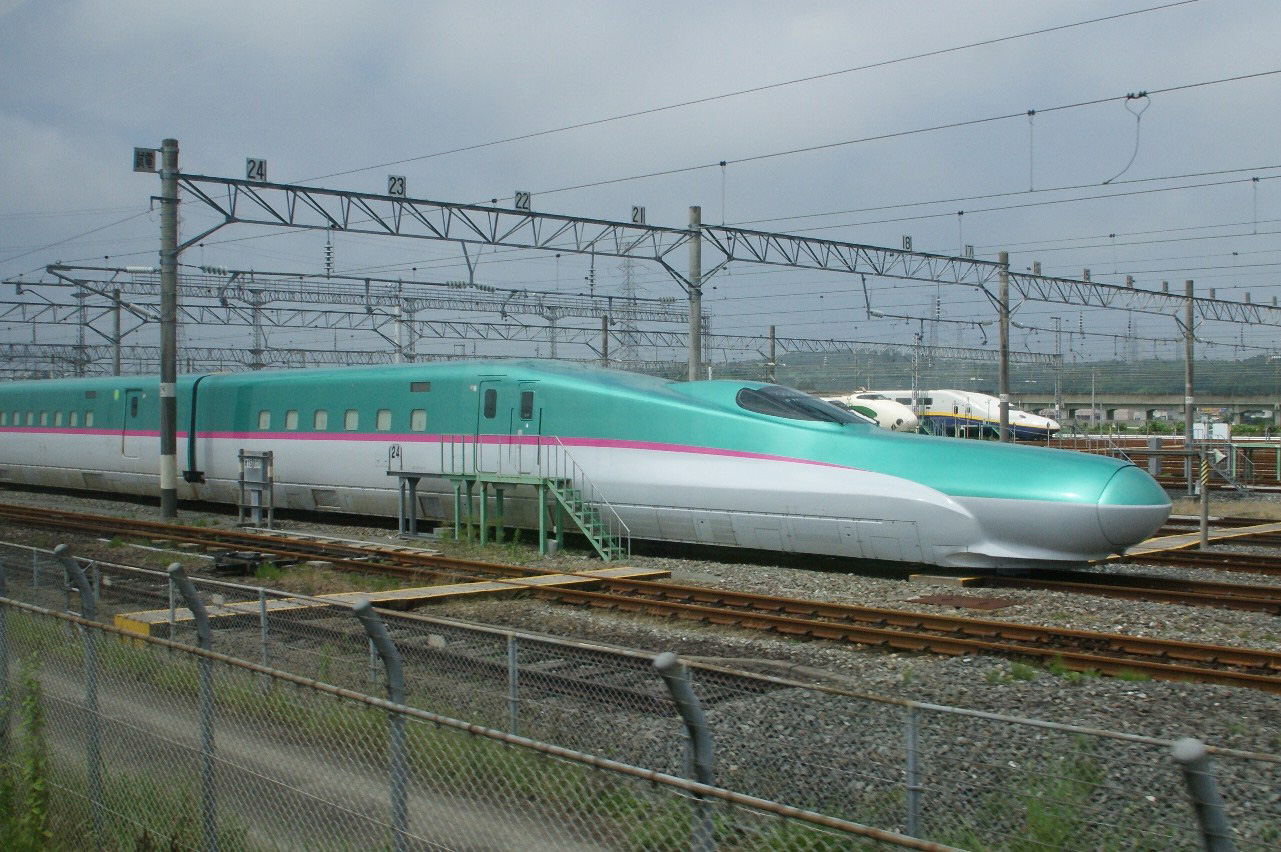
Séries E5 ("Hayabusa")
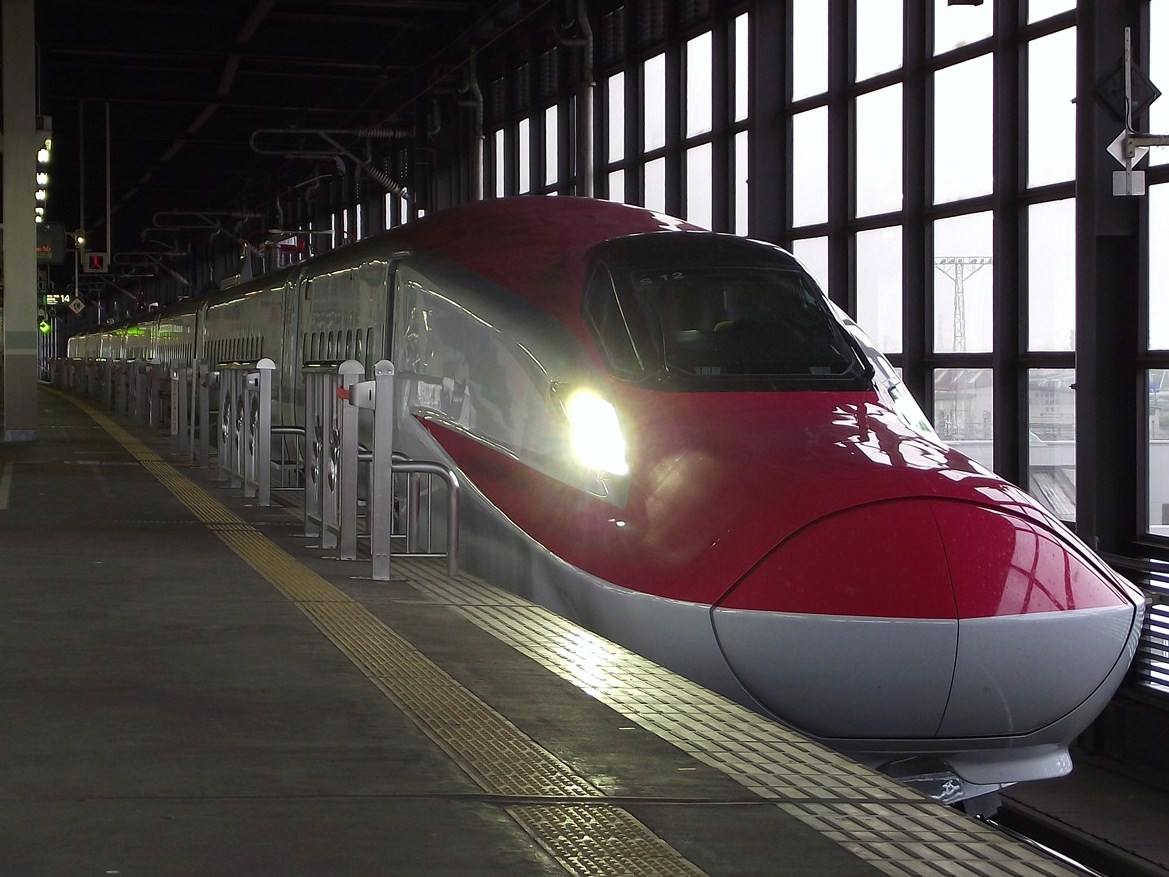
Séries E6
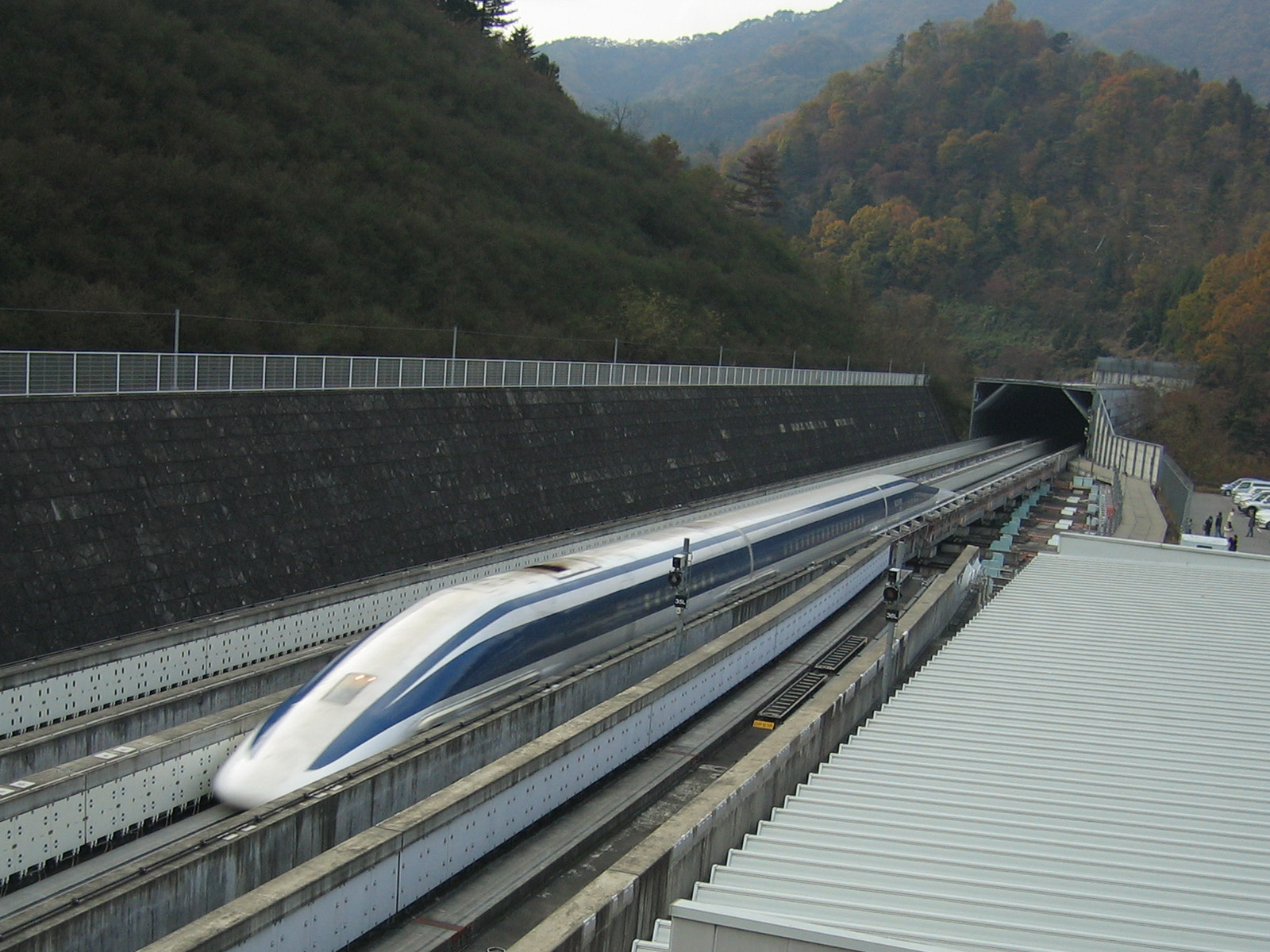
MLX01-2
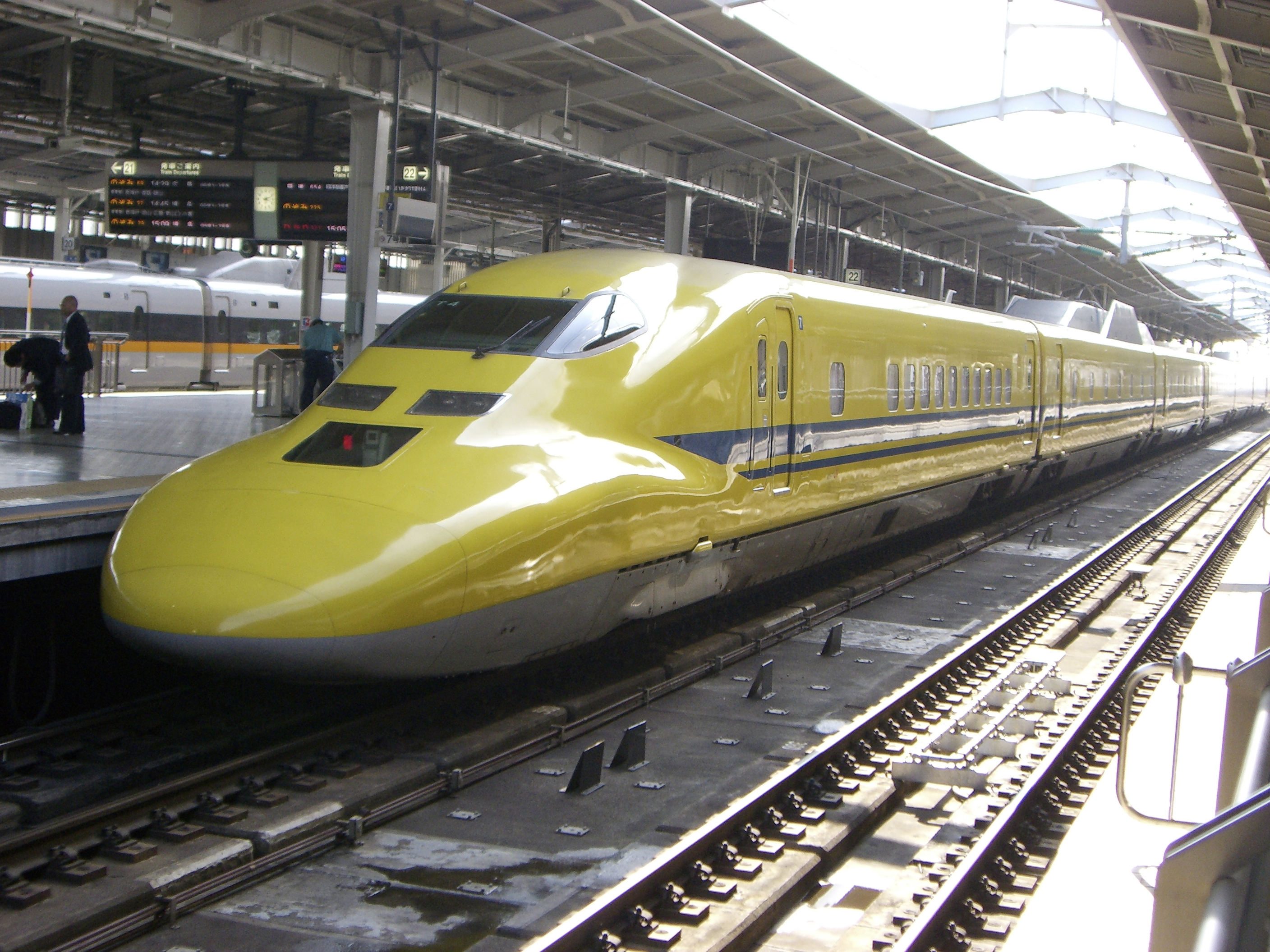
Séries 923-3000 (Doctor-Yellow)
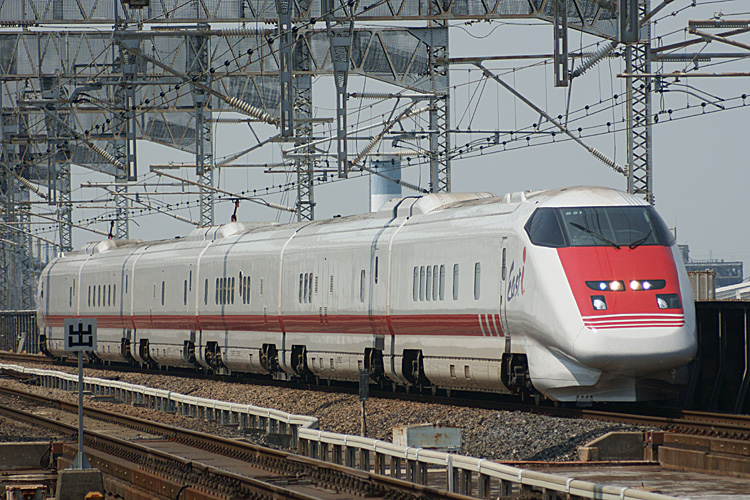
Séries E926 (East i)
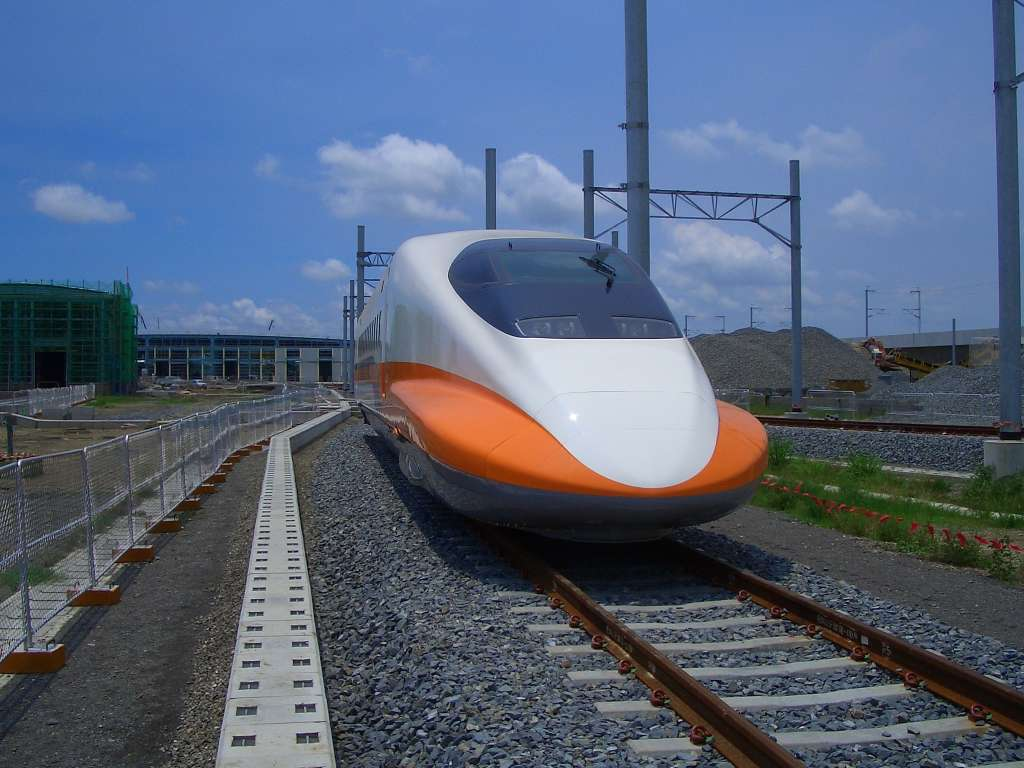
Séries 700T , República da China
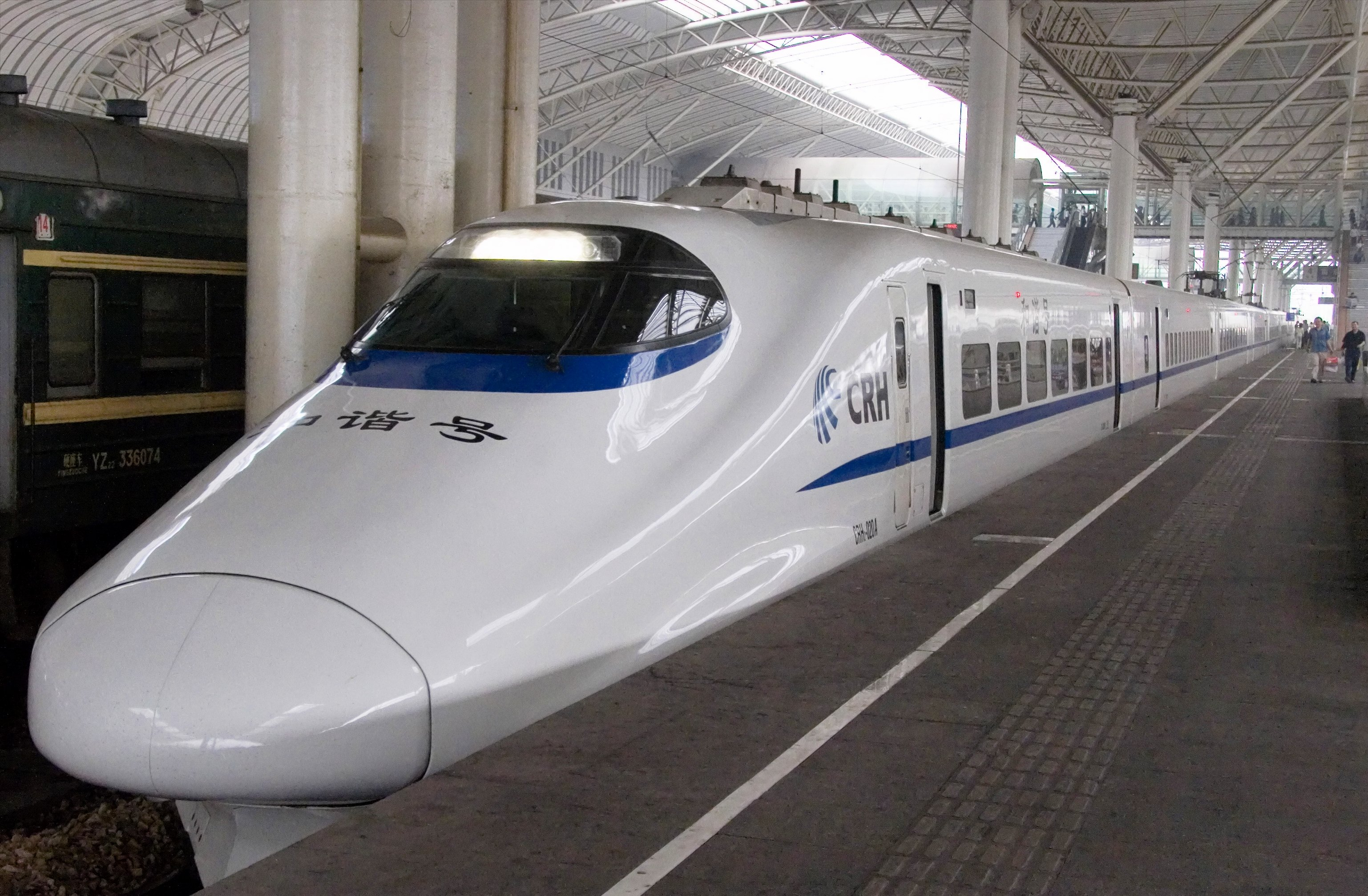
CRH2 , República Popular da China
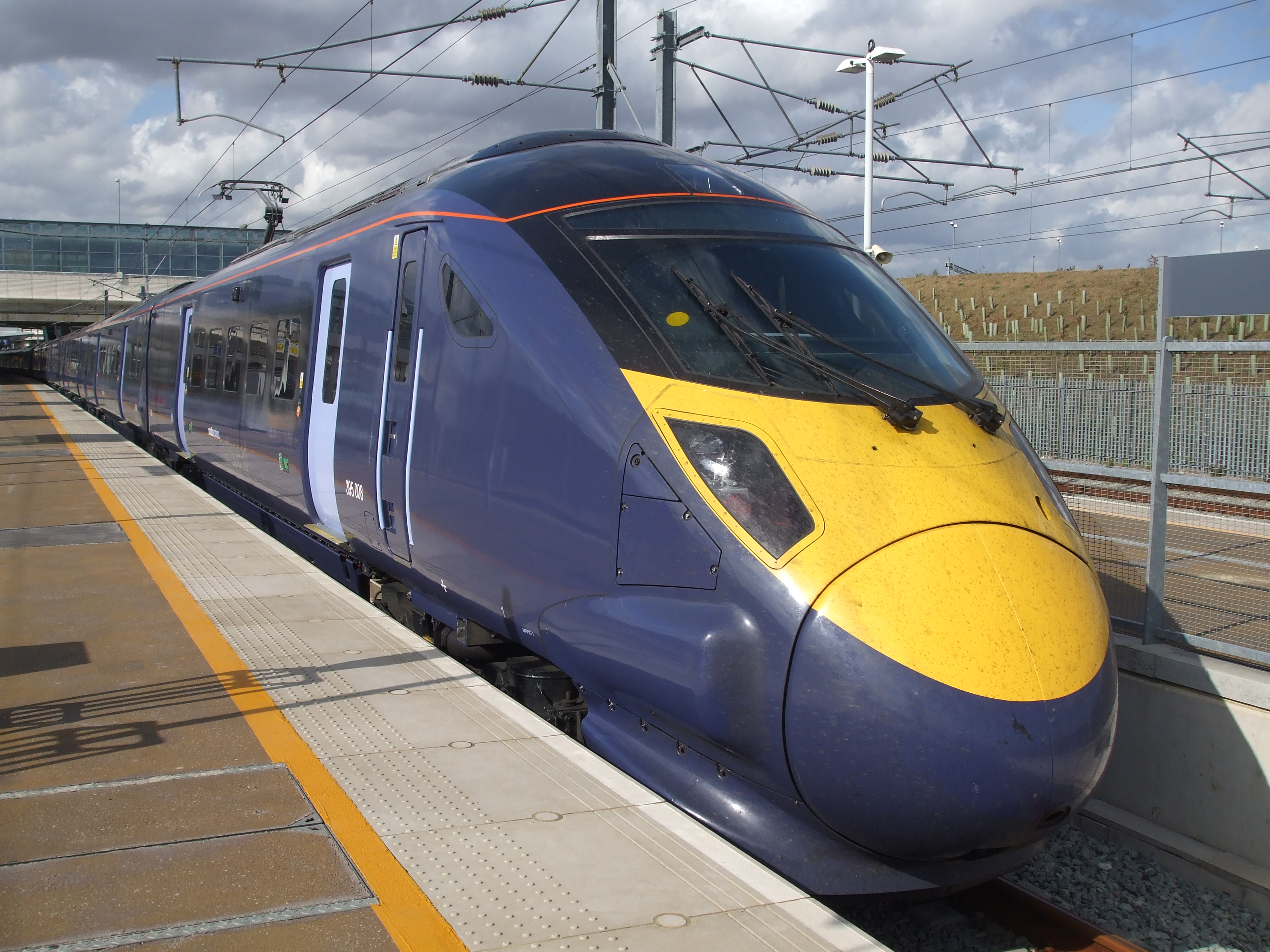
Class 395 (Javelin) , Reino Unido

## Leitura mais aprofundada
Hood, Christopher P. (2006). Shinkansen — From Bullet Train to Symbol of Modern Japan. London: Routledge. ISBN 0-415-32052-6.